# Histoire de la Bolivie

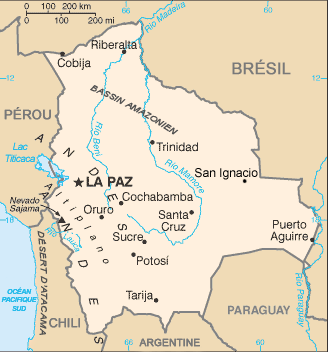
Carte actuelle de la Bolivie

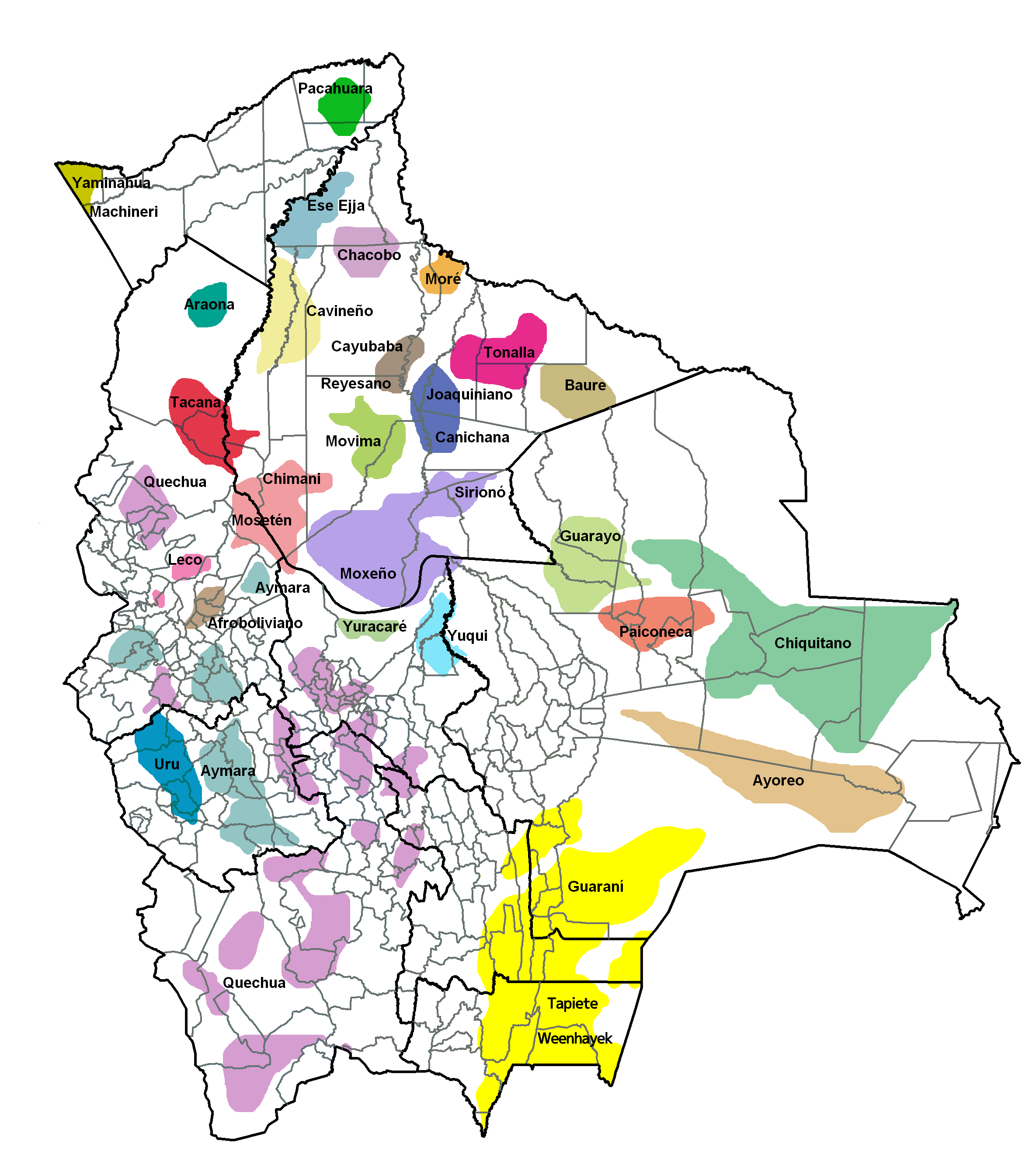
Peuplements indigènes anciens

La Bolivie devient officiellement un État après la déclaration d'indépendance du 6 août 1825.
L'histoire du pays est influencée par les différentes populations et civilisations qui s'y sont succédé auparavant, sur au moins deux millénaires avant l'arrivée des conquérants espagnols, ce qui en fait un État pluriethnique riche de traditions, vieux de trois siècles de colonisation espagnole.
La population de l'État plurinational de Bolivie serait en 2024 d'environ 11 millions de Boliviens, sans comptabiliser migrations et diasporas.

## Avant 1525: peuples indigènes
La datation du premier peuplement des Amériques est encore largement sujette à débat. La plupart des théories indiquent que l'actuel territoire de la Bolivie fut peuplé par des tribus nomades, vivant de la chasse et de la cueillette, qui auraient traversé le détroit de Béring pour coloniser progressivement toute l'Amérique. On donne alors une date de peuplement comprise entre 10 000 av. J.-C. et 20 000 av. J.-C., voire bien avant. Certaines autres théories donnent une origine océanienne aux premiers habitants sud-américains.
La première grande culture apparue sur l'actuel territoire bolivien fut la civilisation de Tiwanaku, dont la formation remonterait à la fin du Ier millénaire av. J.-C., à l'extrême sud du lac Titicaca. Son développement s'est accéléré à partir du IIe siècle av. J.-C., puis elle disparaît vers 1200 apr. J.-C. probablement à cause d'une grande sécheresse. À son apogée, son influence s'étend jusqu'au sud du Pérou et au nord du Chili, couvrant principalement les régions andines. La culture de Chavín, dont la période formative remonte au IIe millénaire av. J.-C. au Pérou, s'est étendue jusque dans l'Altiplano bolivien au cours du Ier millénaire av. J.-C. Elle a marqué la région pendant des siècles par son rayonnement culturel, lequel a perduré encore après son extinction, vers l'an 200 av. J.-C.
D'autres cultures contemporaines des Tiwanakus, comme les Moxos au sud-est du pays et les Mollos (es), au nord de l'actuelle La Paz, se sont développées en Bolivie et éteintes durant le XIIIe siècle.

Vers 1450, les Quechuas arrivent dans la région nord du pays et rattachent le territoire qui correspond aujourd'hui à la Bolivie à leur propre empire inca. Ils contrôlent ce territoire jusqu'à ce que les conquistadors espagnols, arrivés en 1525, commencent leur conquête en 1539.

### Galerie

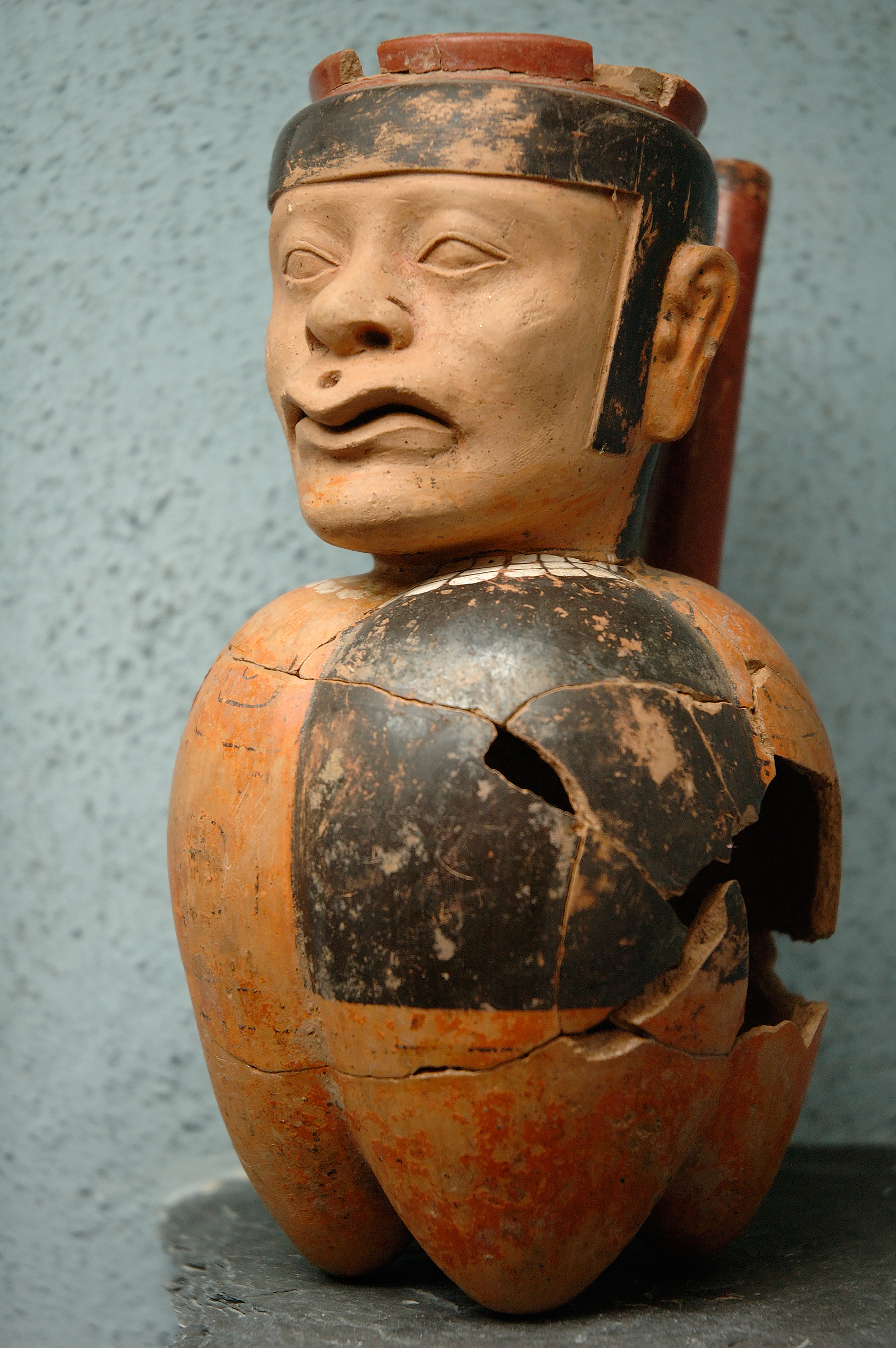
Vase, civilisation Tiwanaku
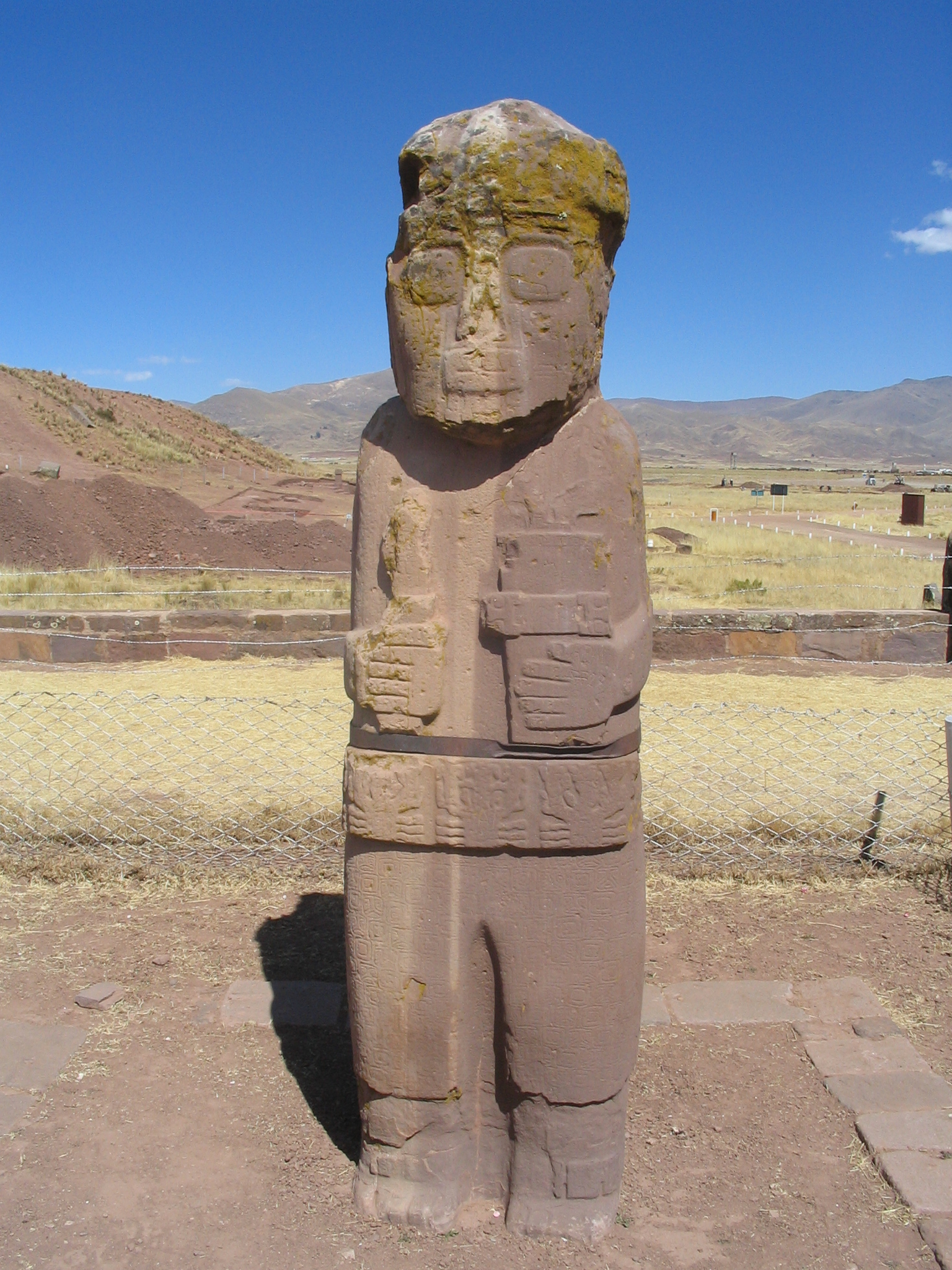
Statue anthropomorphe dans les ruines de Tiwanaku
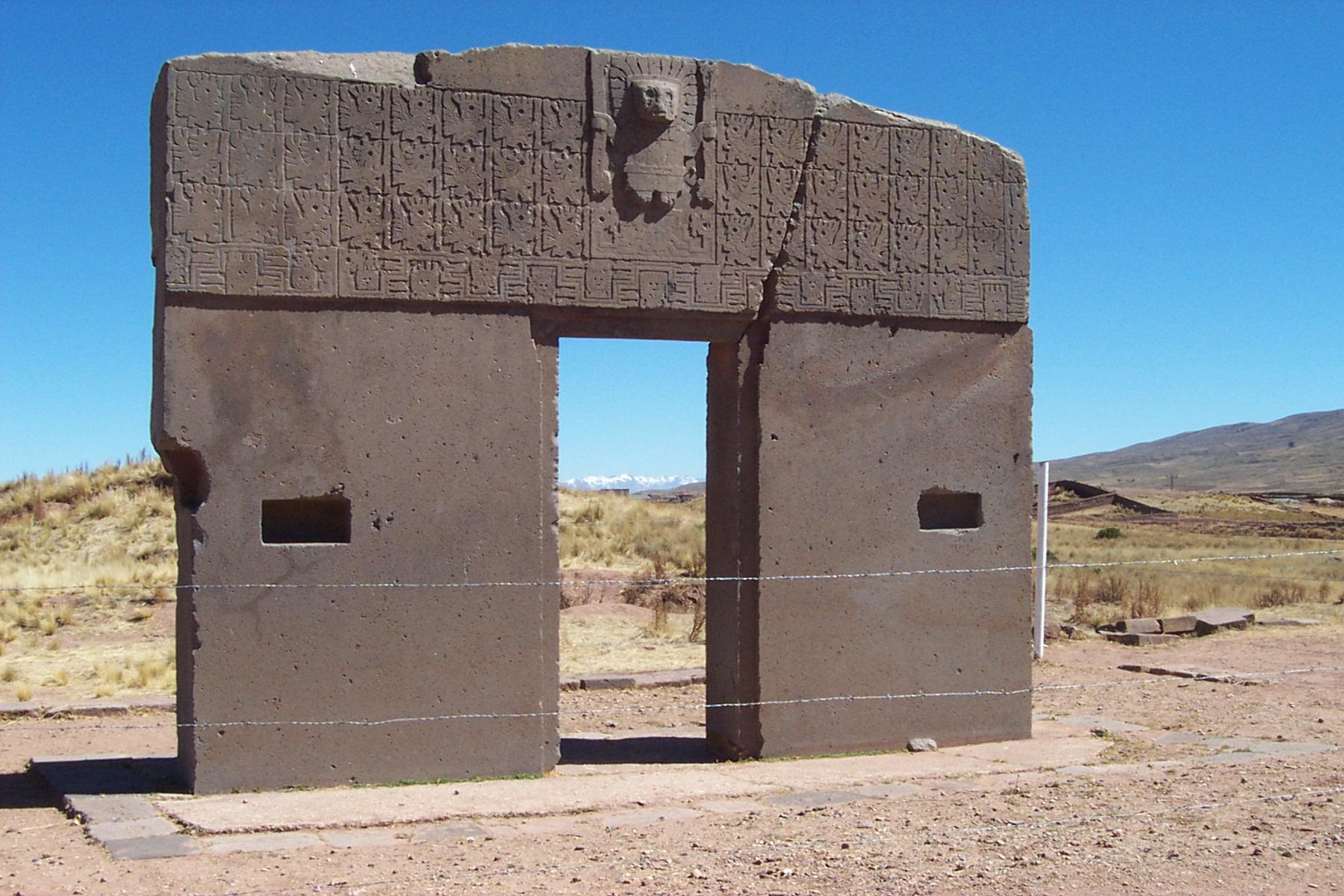
Porte du soleil, Tiahuanaco
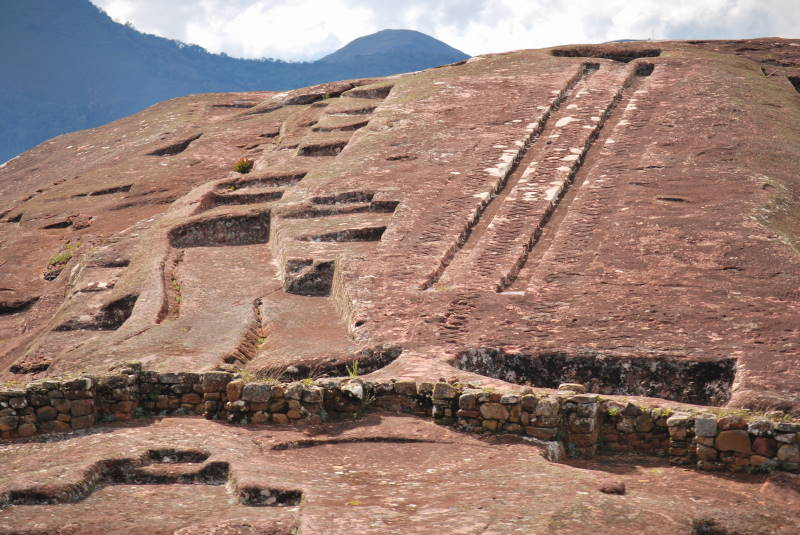
Fuerte de Samaipata
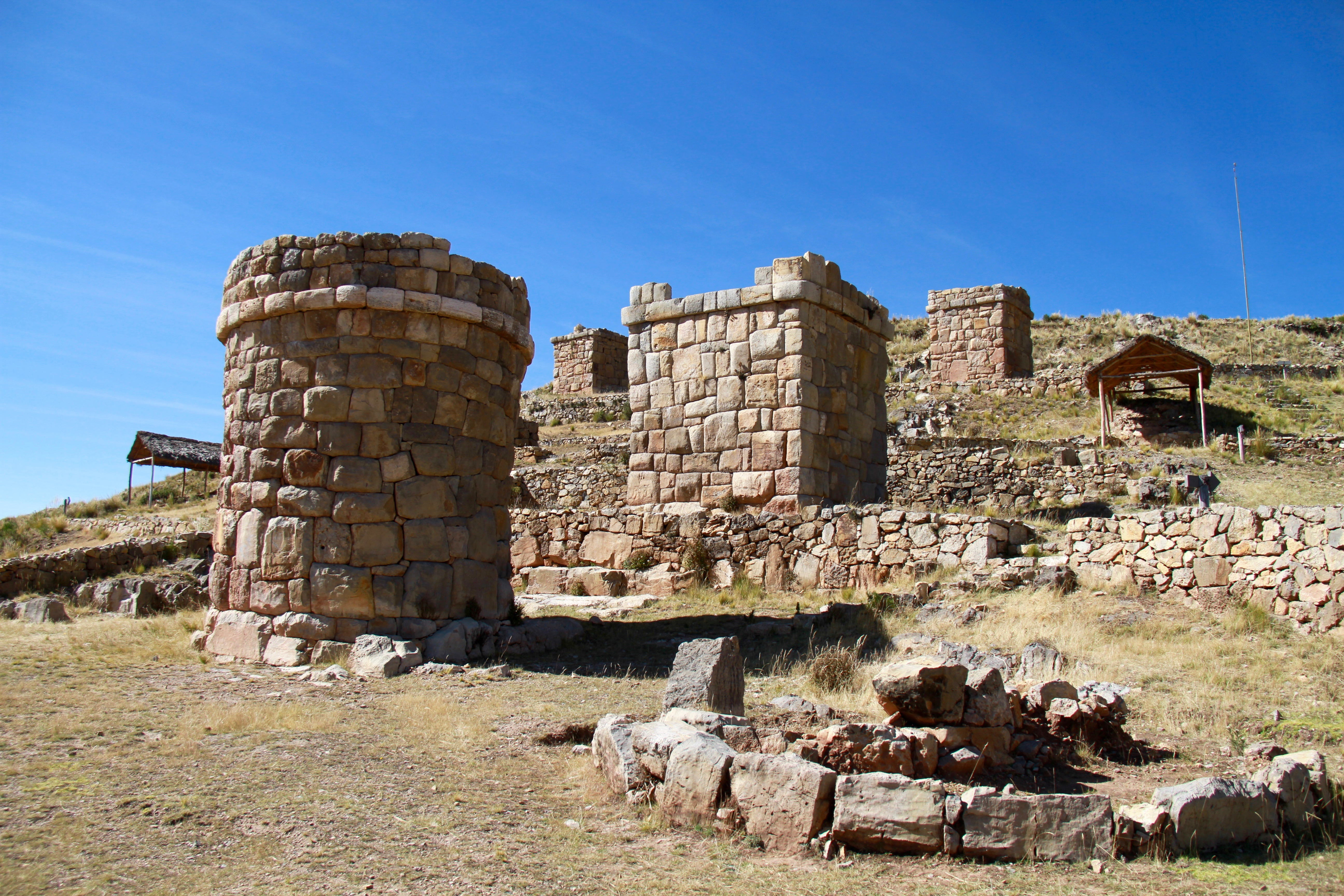
Tours de crémation aymara

## Période coloniale espagnole (1530c-1830c)

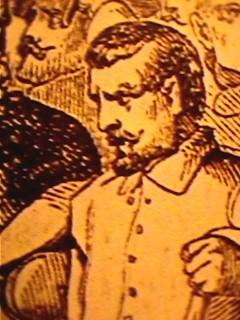
Gonzalo Pizarro.

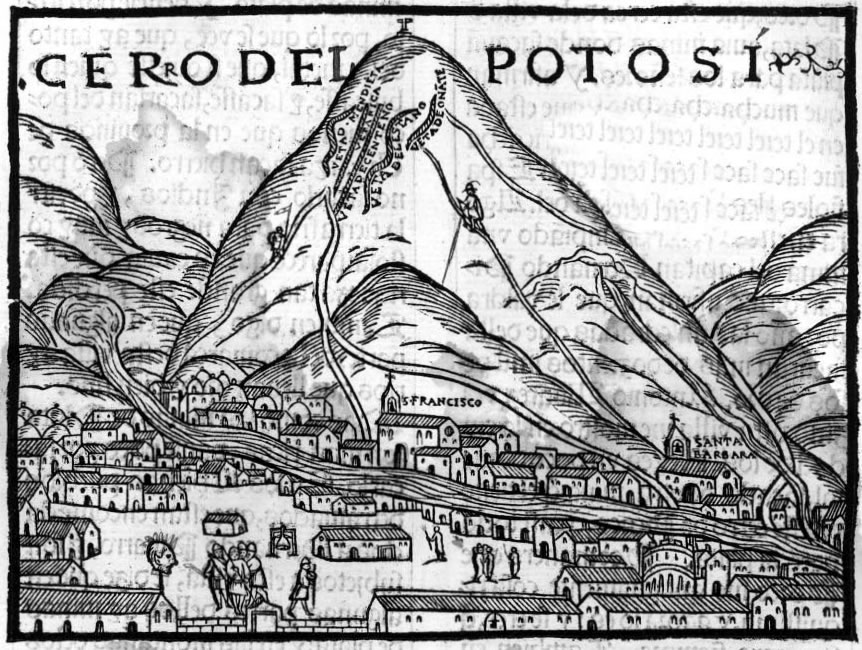
Potosi, Cronica del Peru, 1553

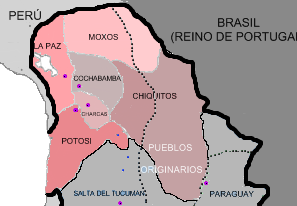
Haut-Pérou, 1783

Intéressés par tous les objets en or que possèdent les indigènes, les Espagnols se mettent à la recherche des différentes mines du pays. Beaucoup de colons arrivent alors pour profiter de cette richesse. À Potosí, ils ont appris l'existence du Cerro Rico (montagne à richesse), la montagne qui domine la ville, grâce à un Indien du nom de Diego Huallpa (es). Cette montagne contient énormément d'argent d'où, entre 1545 et 1802, on extrait environ 40 000 tonnes de minerai. La richesse de l'Empire espagnol provient principalement de cet argent. Certains historiens pensent qu'une partie de cet argent se trouve au fond de la mer sans pouvoir quantifier ces pertes. En effet, durant leur traversée, les bateaux pouvaient perdre leur cargaison à cause des tempêtes. Un certain nombre a également coulé.
La Bolivie, appelée Haut-Pérou ou Charcas, fait partie de la vice-royauté du Pérou jusqu'en 1779 après quoi elle relève de celle du Río de la Plata.
Durant plusieurs années les Espagnols ont conquis et fondé les différentes villes qui composent la Bolivie (les départements ne seront créés que lors de l'indépendance). Francisco Pizarro envoie, en 1538, son frère Gonzalo à la conquête de Charcas et Collao.
En 1546, peu de temps après la découverte de la Cerro Rico, Juan de Villarroel (es) et Diego Centeno (es) fondent la ville de Potosí. Le 21 octobre 1548, c'est La Paz qui est fondée par Alonso de Mendoza (es) sur ordre de Pedro de la Gasca. Vient ensuite la ville de Santa Cruz de la Sierra dans le Sud-Est de Charcas, fondée par Ñuflo de Chaves en 1561.
Par la suite, en 1561, la ville de La Plata (Sucre de nos jours) accueille l'Audience de Charcas, l'autorité judiciaire suprême du Haut-Pérou ; ils discutent notamment de la création d'un nouveau centre administratif depuis lequel ils pourront tout contrôler.
En 1566, Tristán de Tejada et Juan Salinas (es) arrivent à Trinidad (Beni).
La ville de Cochabamba est fondée par l'Espagnol Sebastián Barba de Padilla le 1er janvier 1574. Manuel Castro et Padilla arrivent à Oruro en 1606.
Durant leur conquête, les Espagnols prennent le contrôle du peuple indigène par la force. Ils imposent leurs propres lois, culture et religion. Aucun indigène ne peut occuper un poste au gouvernement, même celui qui naît de parents espagnols ne peut accéder à un poste important. En raison de toutes les répressions qu'endure le peuple, à partir de 1780, une série de révoltes commencent à inquiéter la vice-royauté du Pérou et l'Audience de Charcas.
Un an plus tard, le 15 janvier 1781, les Chayantas se révoltent violemment. Parmi eux, trois frères, Tomás, Damaso et Nicolás, prennent le contrôle de l'armée et soumettent la mine d'Aullagas à un siège. Parmi les révoltes les plus dramatiques, celle menée par Túpac Katari laissera une trace importante dans l'histoire de la Bolivie. En effet, lui et ceux qui l'accompagnent encerclent La Paz pour en bloquer tout accès et cela durant 109 jours, alors que les habitants de La Paz ne peuvent y survivre longtemps sans importation de produits frais. Les chefs de ces révoltes sont tués par les Espagnols le 13 novembre 1781. Les morceaux du corps de Túpac Katari sont ensuite pendus dans les places de chaque ville importante pour couper court à toute velléité de révolte.
En 1809, un groupe de révolutionnaires de La Paz, dirigé par Pedro Domingo Murillo, proclame l'indépendance du Haut-Pérou.

## XIXesiècle: indépendance (1809-1825)
De 1809 à 1825, ce n'est pas seulement la Bolivie qui fait la guerre pour obtenir son indépendance mais toute l'Amérique du Sud, de nombreuses guerres se déroulent sur tout le continent. Sous l'impulsion des Libertadors tels que Simón Bolívar, Antonio José de Sucre, José de San Martín, Bernardo O'Higgins et José Gervasio Artigas, les pays d'Amérique du Sud obtiennent leur indépendance. Celle de la Bolivie est proclamée le 6 août 1825 après la victoire de Sucre à la bataille d'Ayacucho, le 9 décembre 1824. La constitution bolivienne est écrite par Simón Bolívar et pour lui faire honneur, le pays prend le nom de Bolivie le 11 août 1825.

### Petite galerie de l'indépendance bolivienne

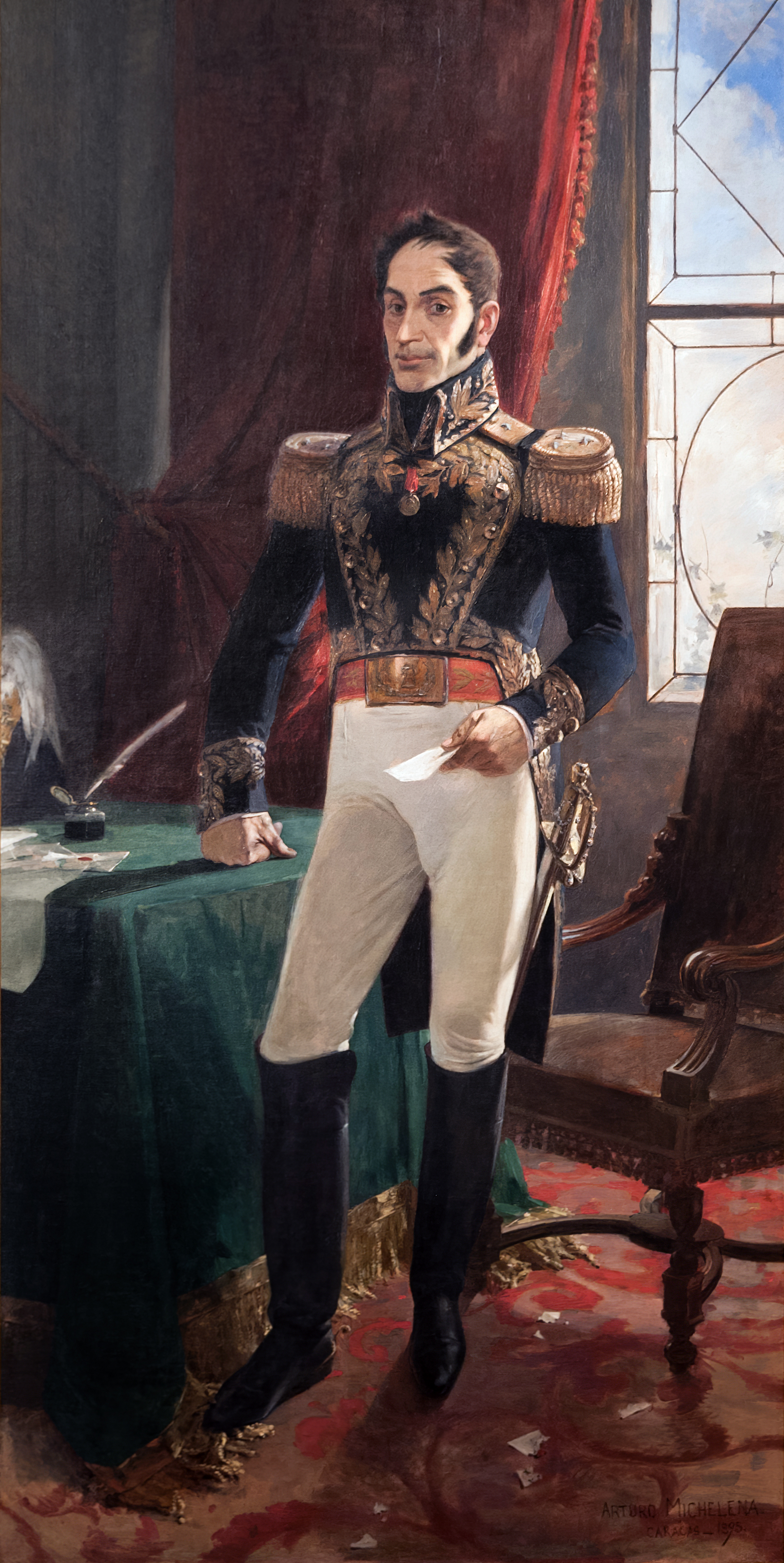
Simón Bolívar (1783-1830)
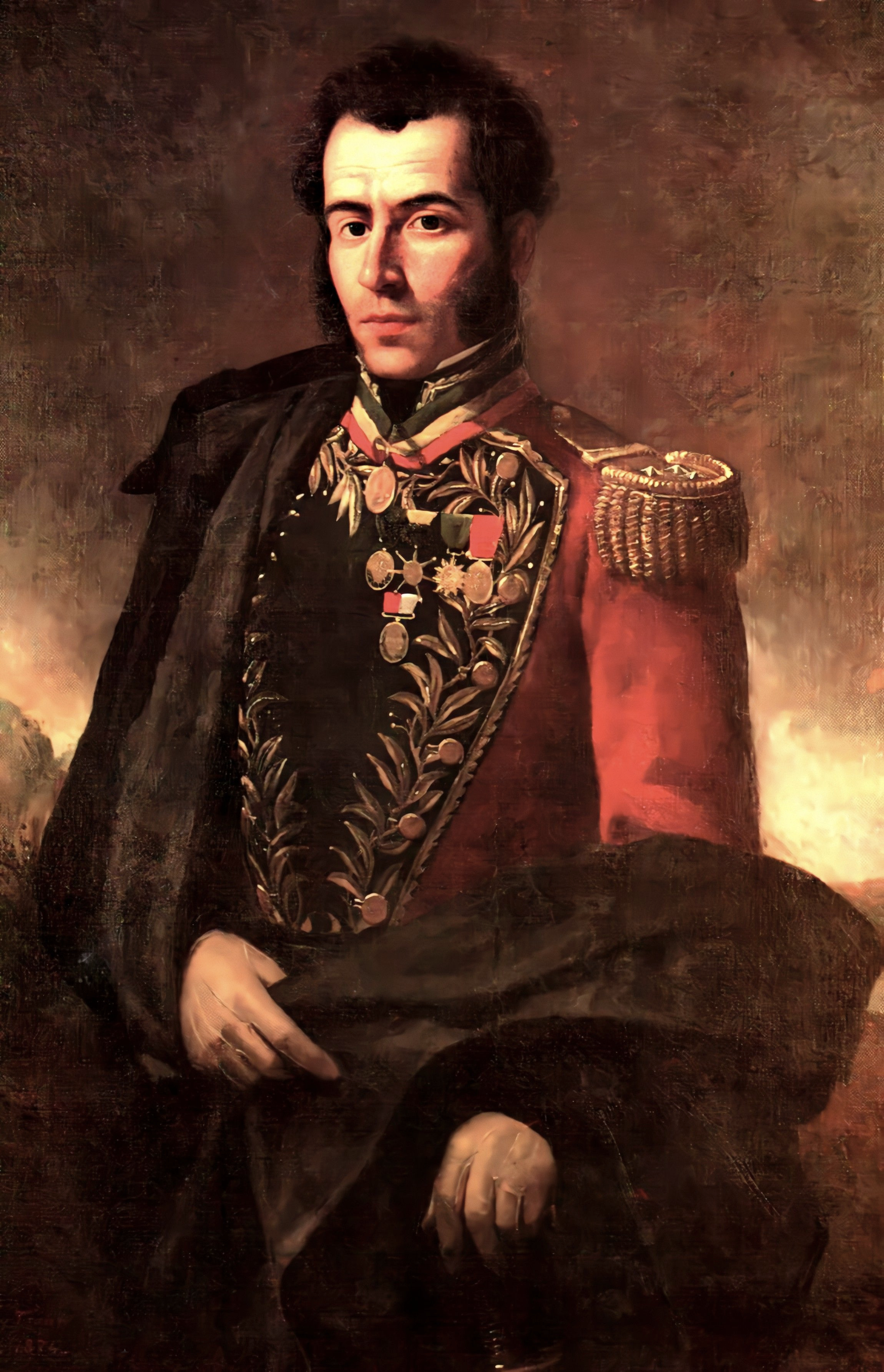
Antonio José de Sucre (1795-1830)
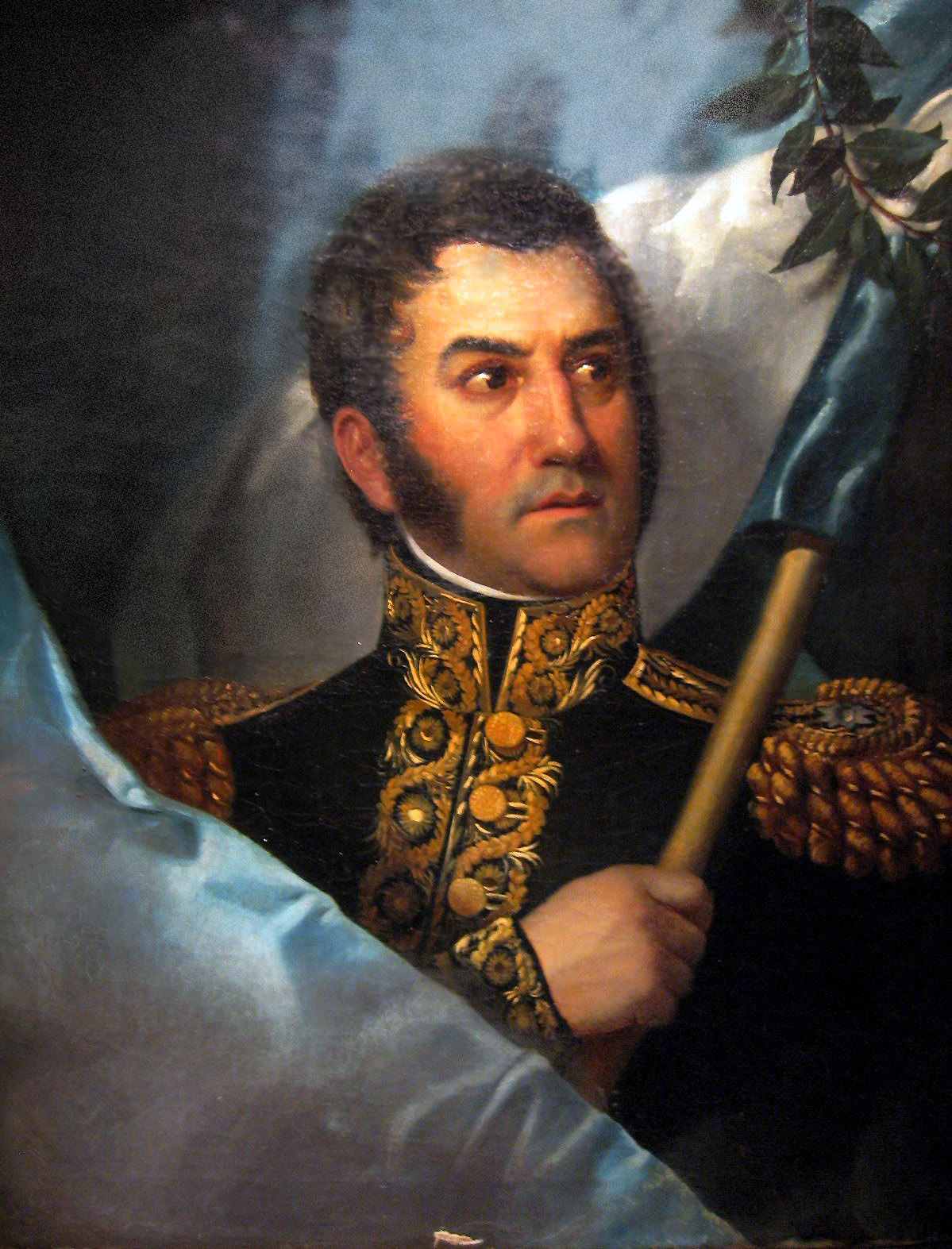
José de San Martín (1778-1850)
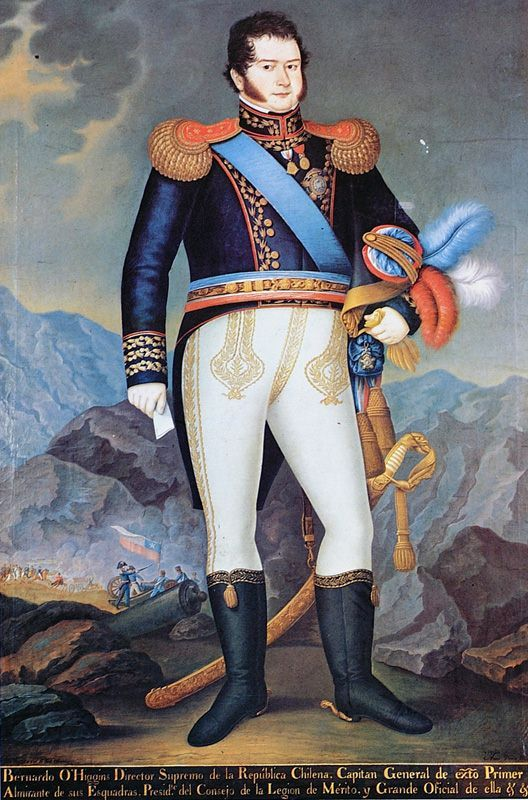
Bernardo O'Higgins (1778-1842)
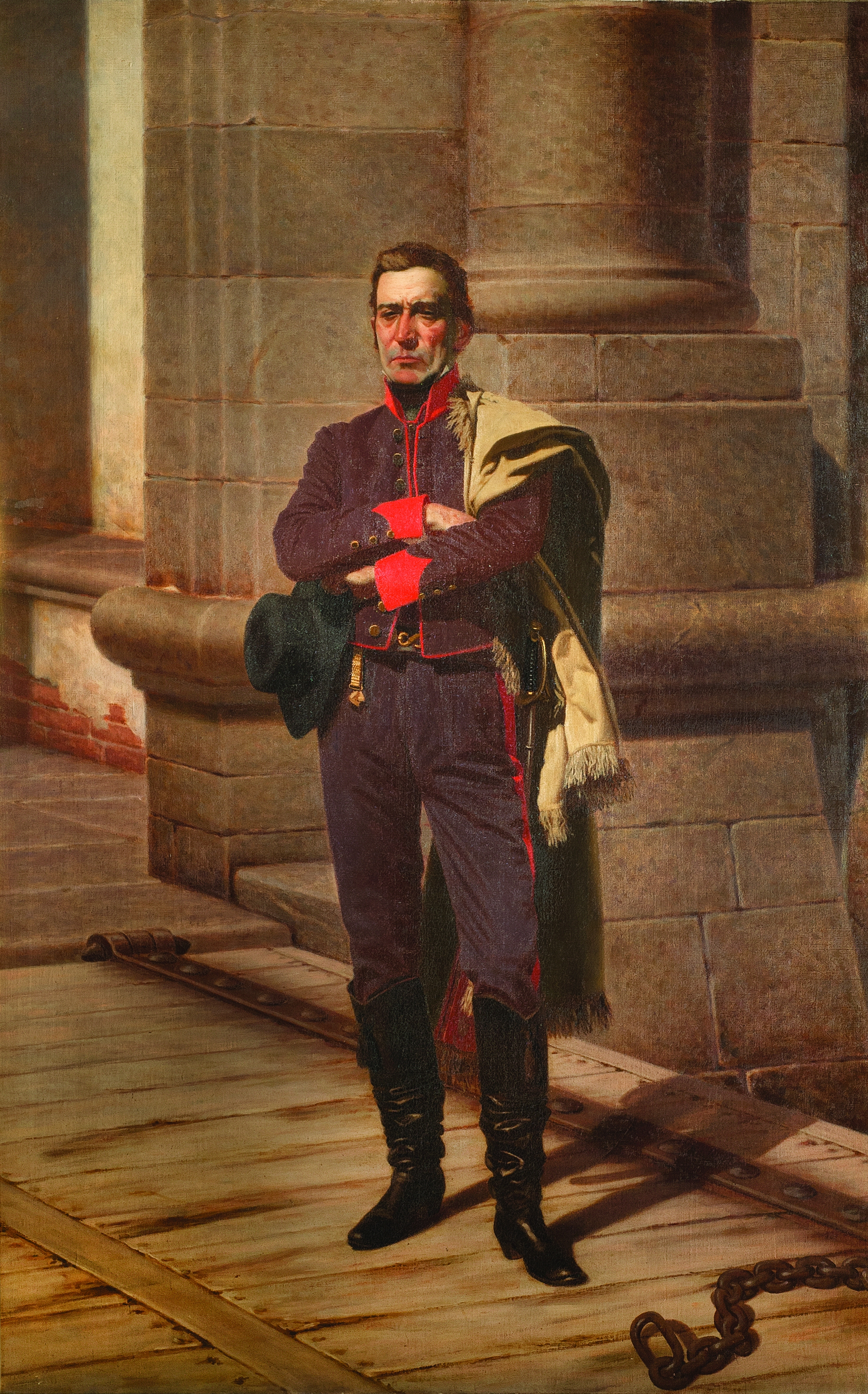
José Gervasio Artigas (1764-1850)

## XIXesiècleaprès l'indépendance

Illustration montrant les parties de territoire perdues durant les différentes guerres.

L'indépendance du pays ne rétablit cependant pas la stabilité politique. En effet, le second président de Bolivie, Antonio José de Sucre, élu le 29 décembre 1825, est expulsé du pays alors qu'il est au pouvoir depuis seulement deux ans. Lui succède alors le personnage le plus marquant de l'histoire bolivienne, le maréchal Andrés de Santa Cruz.
Après avoir servi dans l'armée espagnole, il rejoint la cause indépendantiste et sert sous Sucre pendant la campagne d'Équateur (bataille de Pichincha) puis il participe aux campagnes du Pérou et livre la bataille de Zepita (es). Intrigant, ambitieux il a de grands projets pour la Bolivie, dont il compte faire la principale puissance régionale. À cette fin, il s'immisce dans les guerres civiles qui déchirent le Pérou et finit par envahir purement et simplement ce pays, qu'il fait fusionner avec la Bolivie le 9 mai 1837 dans le cadre de la Confédération péruvio-bolivienne, dont il se décerne le titre de protecteur suprême.
Cette Confédération est perçue comme une menace par l'Argentine et le Chili qui décident d'y mettre un terme manu-militari. Les armées argentines sont battues par les troupes boliviennes commandées par le général d'origine allemande Otto Philipp Braun ; quant à la première expédition chilienne, elle est contrainte de capituler en rase campagne. La Confédération triomphe et cette période est considérée comme la plus faste et la plus glorieuse de l'histoire bolivienne sur le plan géopolitique. En effet, pour la première et la dernière fois de son histoire, la Bolivie est la puissance majeure de la région.
Cependant, une seconde expédition chilienne, appuyée par des opposants péruviens remporte la bataille décisive de Yungay en 1839, provoquant l'effondrement définitif de la Confédération. Renonçant à ses rêves de grandeurs, Santa Cruz part en exil et ne reviendra jamais en Bolivie.

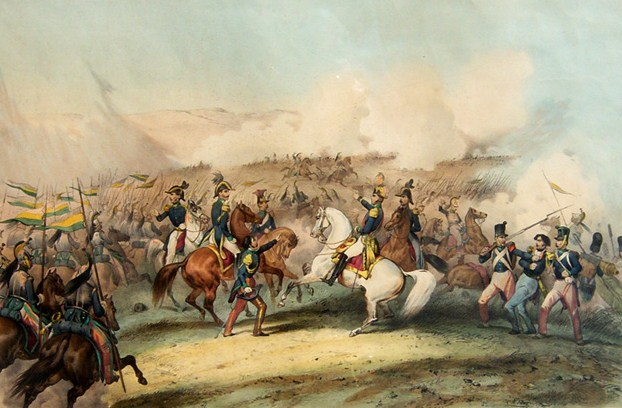
Bataille d'Ingavi.

La débâcle de la Confédération est suivie par une période de chaos politique dont profite le Pérou pour envahir à son tour la Bolivie. Le danger est écarté par José Ballivián qui écrase les envahisseurs à la bataille d'Ingavi le 18 novembre 1841. Il devient président de la Bolivie jusqu'en 1847 et offre au pays une période de stabilité et de répit.
Cela ne dure pas et durant les 30 années qui suivent, révolutions, guerres civiles, coups d'État et changements de gouvernement se succèdent, plongeant le pays dans un chaos et une instabilité chronique préjudiciables à ses intérêts économiques et au bien-être de ses habitants.
La faiblesse de la Bolivie se fait ressentir durant la guerre du Pacifique (1879-1884) lorsqu'elle perd son unique accès à la mer et une partie de ses mines de nitrate au profit du Chili. Cette guerre est déclenchée à cause d'un conflit avec celui-ci sur le désert d'Atacama. Ce désert contient d'énormes ressources de nitrate. Le Chili s'empare alors du port bolivien d'Antofagasta, début d'une guerre désastreuse, à l'issue de laquelle la Bolivie perd la province d'Atacama.
Une augmentation mondiale du prix de l'argent ramène, vers la fin du XIXe siècle, une stabilité économique et politique en Bolivie. Durant le début du XXe siècle, l'étain remplace l'argent et devient la source de richesse la plus importante du pays.

## LeXXesiècle
La guerre civile opposant les conservateurs aux libéraux s’achève en 1899 avec la victoire de ces derniers ; commence alors une ère libérale qui durera jusqu'en 1920. Un système d'instruction publique se développe, accompagné d'un anticléricalisme modéré : le catholicisme perd en 1906 son statut de seule religion reconnue par l’État et le mariage civil est adopté en 1911. Le libéralisme bolivien perd cependant nettement de son caractère progressiste pour coexister avec les intérêts des nouvelles fortunes de l'étain (l'ère libérale est parfois aussi considérée comme l'ère de l'étain, la production de celui-ci ayant considérablement augmentée), des propriétaires terriens et de l'armée. Inspiré par l'exemple de la révolution libérale menée par Eloy Alfaro en Équateur, un nouveau libéralisme vas s'organiser en parti républicain et manifester quelques préoccupations sociales contre la domination de l'oligarchie libérale.

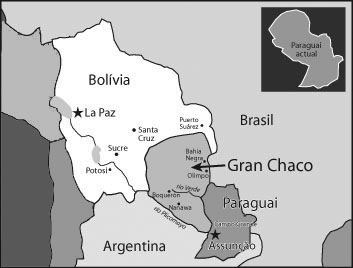
Le Chaco entre la Bolivie et le Paraguay.

Le début du XXe siècle est marqué par un conflit avec le Brésil, dans la région d'Acre, en Amazonie, qui tourne au désavantage de la Bolivie; celle-ci est contrainte de céder le territoire contesté par le traité de Petrópolis signé le 17 novembre 1903.
Les conditions de vie des indigènes restent déplorables. Forcés de travailler dans les mines, ils n'ont pas accès à l'éducation, ont peu d'influence sur la politique et n'arrivent pas à faire des économies. Ils sont par ailleurs soumis à une stricte ségrégation. Les quartiers aisés des villes du pays leur sont interdits : quiconque en croise un est en droit de le déshabiller, de le frapper et de l'expulser. Ils sont en outre privés du statut de citoyen et du droit de vote. La population rurale est soumise au servage (trois jours de travail gratuit en échange du droit de cultiver une modeste parcelle).
La défaite de la Bolivie contre le Paraguay dans la guerre du Chaco (1932-1935) marque un tournant important. Dans cette guerre, la Bolivie a subi d'énormes pertes humaines et a perdu une grande partie de son territoire (plus de 200 000 km2). À la suite de ce conflit, le contexte nationaliste dans le pays conduisit à nationaliser certaines ressources, dont la première nationalisation des hydrocarbures, qui concerna la firme américaine Standard Oil en 1937.

### Révolution de 1952

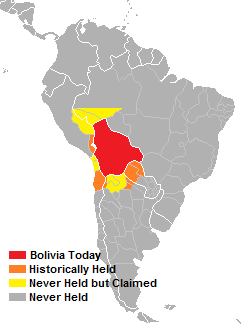
rouge : Bolivie aujourd'hui.
orange : territoires perdus.
jaune : territoire jamais acquis mais revendiqué.
gris : territoires non revendiqués.

Le Mouvement nationaliste révolutionnaire (MNR, Movimiento Nacionalista Revolucionario) dirigé par Víctor Paz Estenssoro devient le plus important parti politique du pays. Malgré sa victoire aux élections de 1951, il n'accède pas au pouvoir car l'armée lui en interdit l'accès. En réaction, les mineurs entreprennent une marche sur La Paz malgré la répression (600 morts) et des paysans se révoltent dans les campagnes. Finalement, le MNR obtient de nouvelles élections, qui lui permettent d'accéder au pouvoir. Cohabitant avec le pouvoir parallèle des syndicats ouvriers et paysans, il instaure alors le suffrage universel, redistribue les terres du pays (2 août 1953), améliore l'éducation de la population rurale, abolit le servage paysan et nationalise les plus grandes compagnies minières du pays.

### Coups d’État et dictatures militaires
Douze ans de politique agitée laisse le MNR divisé. En 1964, une junte militaire renverse le président Paz Estenssoro alors qu'il venait de commencer son troisième mandat. En 1969, la mort du président René Barrientos Ortuño, un des membres qui forma la junte, et qui avait été élu président en 1966, conduit à une succession de gouvernements faibles. En 1969 eut lieu néanmoins la seconde nationalisation des hydrocarbures.

#### Gouvernement de Juan José Torres
En octobre 1970, la Centrale ouvrière bolivienne (COB), des mouvements étudiants et des unités de l’armée conduites par le général Juan José Torres mettent en échec une tentative de putsch encouragée par la dictature militaire d’Argentine et l’ambassade des États-Unis. Il instaure une Assemblée du peuple, s’apparentant à un soviet, qui se réunit au Parlement ; exproprie l'industrie du sucre ; amorce des négociations avec le gouvernement chilien de Salvador Allende afin d'obtenir un accès bolivien à la mer ; amnistie les anciens rebelles qui n'avaient pas été assassinés après leur capture (dont Régis Debray) ; augmente le budget des universités et demande la fermeture du Centre de transmissions stratégiques des États-Unis (connue comme le Guantanamito). Rapidement son gouvernement est sujet à des pressions extérieures.
L'ambassadeur des États-Unis Ernest Siracusa (qui avait participé au coup d’État contre Jacobo Arbenz au Guatemala en 1954, puis avait été expulsé du Pérou en 1968, accusé d’être un homme de la CIA) le somme de changer de politique, le menaçant de blocage financier. La Banque mondiale et la Banque interaméricaine de développement lui refusent les prêts nécessaires à la poursuite des travaux de développement industriel. Mais son gouvernement n'est pas stable, car supporté seulement par une minorité de l'armée et par la classe moyenne du pays. Les classes aisées, une partie de l’armée, l'aile droite du MNR et le parti Phalangiste complotent contre lui. Il est forcé de s'exiler en Argentine lorsque le colonel d'extrême droite Hugo Banzer, soutenu par le régime militaire brésilien et les États-Unis, le renverse en 1971 après plusieurs jours de combats entre la faction putschiste de l'armée et les milices ouvrières et paysannes qui tentaient de faire échec au coup d’État.

#### Gouvernement de Hugo Banzer (1971-1978)
Banzer se maintient à la présidence de 1971 à 1978 et reprivatise les hydrocarbures. Son gouvernement participe à l'Opération Condor (répression contre les opposants), avec d'autres dictatures militaires de la région. Durant le gouvernement de Banzer, le trafic de drogue connut une expansion sans précédent qui dura jusqu'aux années 1980. Klaus Barbie, ancien chef de la Gestapo de Lyon, est intégré dans les services spéciaux afin de « rénover » les techniques de répression et reçoit la nationalité bolivienne. Entre 1971 et 1978, plusieurs centaines de personnes sont assassinées par son régime, quatorze mille cinq cents sont incarcérées pour raisons politiques et des dizaines de milliers sont contraintes de s'exiler.

#### Propositions d'accès à l'océan

Proposition du Chili de 1975 de rendre l'accès à la mer.

Le Chili propose un échange de territoires redonnant au pays un accès maritime.

#### Gouvernement de Luis García Meza (1979-1981)
Après la chute de Banzer, la Bolivie connait entre 1978 et 1980 trois scrutins présidentiels annulés et six présidents, dont quatre sont des généraux. En juin 1980, alors que le candidat de gauche Hernán Siles Zuazo sort vainqueur d'un nouveau scrutin, le général Luis García Meza s’empare du pouvoir (il s'agit alors du 190e coup d’État depuis l'indépendance). La Centrale ouvrière bolivienne, qui tentait d'opposer une résistance au putsch, est violemment réprimée. Plus d'un millier de personnes sont tuées en moins d'un an. Cousin de l'un des plus importants narco-trafiquant du pays, Luis García Meza favorise la production de cocaïne ce qui conduit à la rupture des relations diplomatiques avec les États-Unis et contraint les militaires à soutenir un processus démocratique qui porte, après vingt-deux ans de dictatures quasiment ininterrompues, Hernán Siles Zuazo au pouvoir. En raison de nombreux problèmes, dont une hyper-inflation de 8 000 % annuel, il décide de convoquer des élections un an avant la fin de son mandat.

### Gouvernements civils et néolibéralisme (1985-1997)
Aux élections de 1985, c'est le parti ADN avec à sa tête Hugo Banzer Suárez, qui reçoit le plus de voix. En seconde position venait le MNR et en troisième position, le MIR avec à sa tête Jaime Paz Zamora. Mais il y eut un tournant au Congrès car le MIR et le MNR ont réuni leurs voix et Víctor Paz Estenssoro fut choisi pour la quatrième fois comme président. Lorsque celui-ci commence son mandat, il doit faire face à une grande crise économique. Le PIB et les exportations avaient diminué depuis plusieurs années. L'industrie minière est privatisée en 1985, conduisant à la suppression de dizaines de milliers d'emplois.
Bien que le MNR, avec la candidature de Gonzalo Sánchez de Lozada, soit vainqueur aux élections de 1989, aucun candidat ne recevra une majorité des voix. Et donc, conformément à la constitution, un vote du Congrès doit désigner le président. Le parti AP, en coalition avec ADN et MIR, respectivement deuxième et troisième aux élections, gagne. Paz Zamora assume donc la présidence.
Aux élections de 1993, le MNR remporte les élections face aux partis ADN et MIR réunis. Il remporte 34 % des voix contre 20 % pour ses rivaux. La coalition MNR, MBL et UCS élit Sánchez de Lozada comme président.
Sánchez de Lozada poursuit ses réformes économiques et sociales. Il s'aide notamment des entrepreneurs, qui se sont convertis en hommes politiques, et des anciens membres de l'administration de Víctor Paz Estenssoro. Le changement le plus important qu'a entrepris Sánchez de Lozada est son programme de privatisation des entreprises. Les investisseurs peuvent posséder jusqu'à 50 % de différentes entreprises publiques comme les compagnies pétrolières, les télécommunications, le système électrique et bien d'autres. Il parvient à privatiser les hydrocarbures, ce qu'interdisait pourtant la Constitution. Une partie du peuple bolivien était opposé à ces réformes économiques, ce qui a donc, entre 1994 et 1996, provoqué des perturbations sociales, particulièrement à La Paz et dans la région du Chapare.
En 1997, Hugo Banzer Suárez, chef du parti ADN, remporte les élections avec 22 % des voix contre 18 % pour le MNR. Il forme une coalition des partis ADN, MIR, UCS et CONDEPA, ceux-ci possédant la majorité des sièges au Congrès bolivien. Le Congrès le désigne comme président. Son mandat débute le 6 août 1997. Il procède à la privatisation de l'eau potable au profit de la multinationale américaine Bechtel. Les tarifs augmentent considérablement et de nombreuses protestations se produisent en 1999 aboutissant au départ de la multinationale.

## LeXXIesiècle
Le gouvernement change sa politique et souhaite privatiser plusieurs entreprises. Alors que, à Cochabamba, l'entreprise de distribution des eaux est privatisée, entre janvier et avril 2000, une série de protestations sont organisées contre le gouvernement. Celui-ci décrète alors la loi martiale, arrête les meneurs de ces protestations et interdit à toutes les stations de radio d'émettre. Les troubles civils et la pression du peuple ne cessent que le 10 avril lorsque le gouvernement fait marche arrière sur sa décision de privatisation.
Gonzalo Sánchez de Lozada remporte les élections de 2002 face à Evo Morales, chef du parti socialiste (MAS pour Movimiento al Socialismo). Les élections ne se déroulent pas sans problèmes. En effet, plusieurs jours avant les élections, l'ambassadeur des États-Unis, Manuel Rocha, menace les Boliviens en proclamant que s'ils votent pour Evo Morales les différentes aides provenant des États-Unis seraient supprimées et que ceux-ci fermeraient leurs marchés. Malgré les menaces, Evo Morales obtient 21 % des voix, ce qui le place très près de Sánchez de Lozada.
Quatre ans de récession économique, une mauvaise situation fiscale et des tensions ethniques de longue date aboutissent en 2003 à un soulèvement de mineurs et de paysans principalement. Le 12 octobre, l'armée abat dix-sept personnes. Les manifestations s'intensifient et la répression fait finalement soixante-sept morts et des centaines de blessés. Le président Gonzalo Sánchez de Lozada se réfugie aux États-Unis et laisse sa place à son vice-président : Carlos Mesa Gisbert qui devient alors président le 17 octobre 2003..

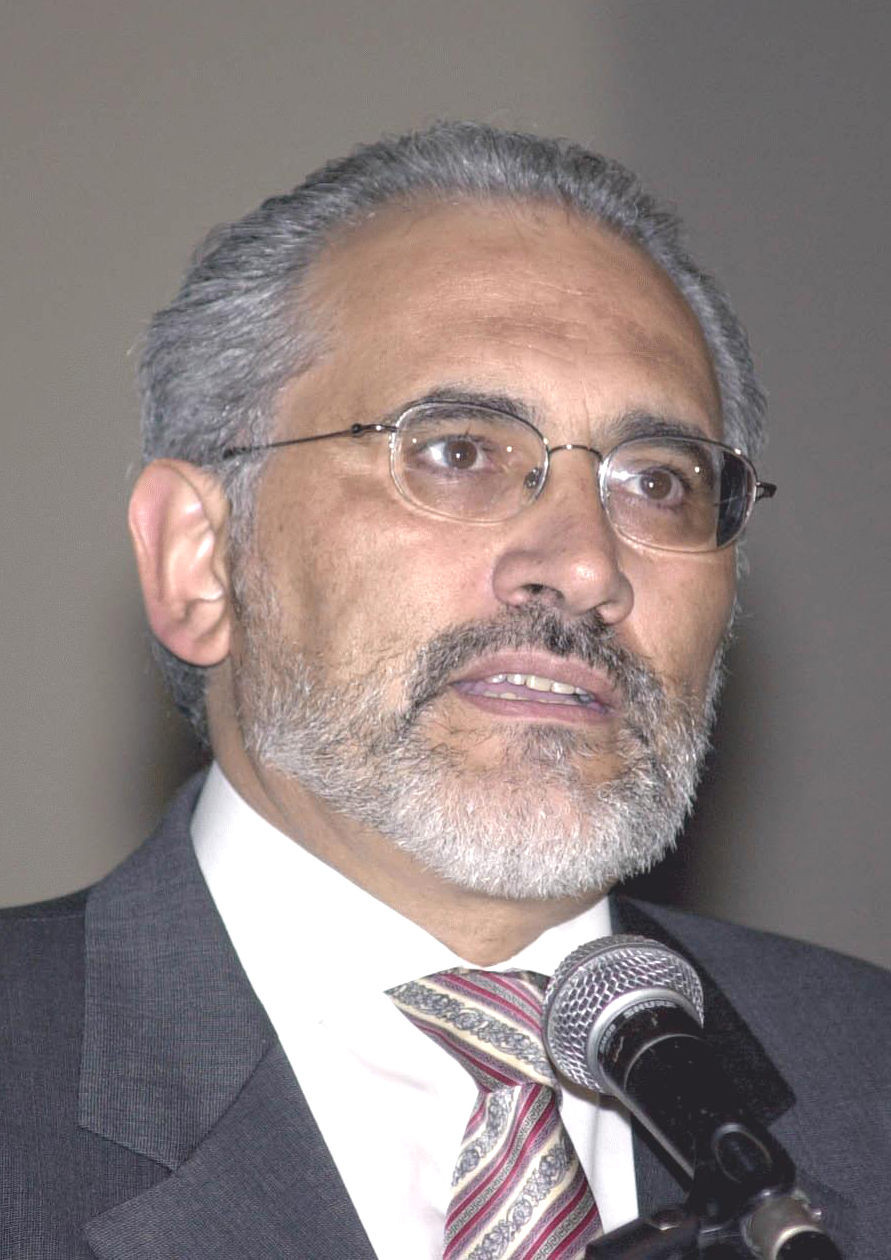
Carlos Mesa.

Cela ne ramène le calme que temporairement. En effet, les Indiens réclament toujours la nationalisation des entreprises d'hydrocarbures. Plusieurs manifestations réclament le retrait du président Carlos Mesa. En juillet 2004, sous la pression du Mouvement vers le socialisme (MAS) du syndicaliste paysan Evo Morales, il organise un « référendum du gaz » au cours duquel 70 % de la population se prononcent pour la nationalisation des hydrocarbures. Devant l'opposition du Fonds monétaire international (FMI), de la Banque mondiale et des multinationales, il déclare que cette loi est « impossible » à mettre en œuvre
Lors du référendum sur les hydrocarbure de juillet 2004. Carlos Mesa présente alors sa démission le 7 mars 2005 mais le Sénat la refuse à l'unanimité ; il conserve donc son poste. Pour certains observateurs proches de la gauche, cette agitation politique ne sert qu'à re-légitimer le président Carlos Mesa.
En juin 2005, de nombreuses manifestations dans tout le pays poussent le président Carlos Mesa à démissionner. Celui-ci n'arrive plus à gérer la situation. Les manifestants réclament notamment la nationalisation des entreprises d'hydrocarbures et refusent les tentations séparatistes des provinces particulièrement riches en hydrocarbures de Santa Cruz et de Tarija. Durant ces manifestations, les routes ont été bloquées dans tout le pays. En raison de ces nombreux blocages de routes, la nourriture à La Paz s'est faite rare et les prix ont augmenté. Carlos Mesa présente alors à nouveau sa démission qui, cette fois, sera acceptée. Le 9 juin au soir, le congrès place Eduardo Rodríguez à la tête du pays en tant que président par intérim ; il succède ainsi à Carlos Mesa Gisbert qui a présidé la Bolivie durant 20 mois.

### Galerie présidentielle 1971-1997

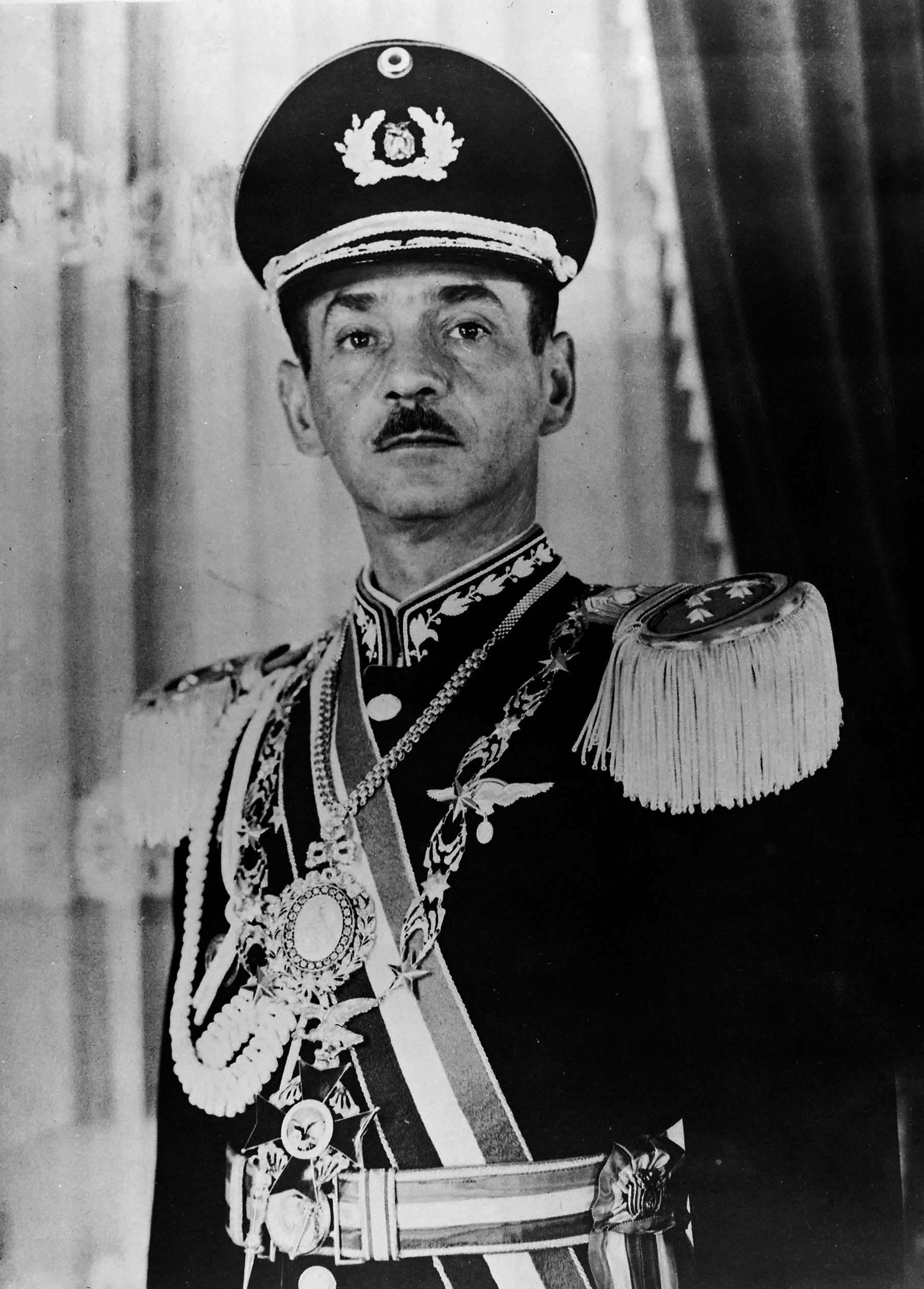
Hugo Banzer Suárez 1971-1978
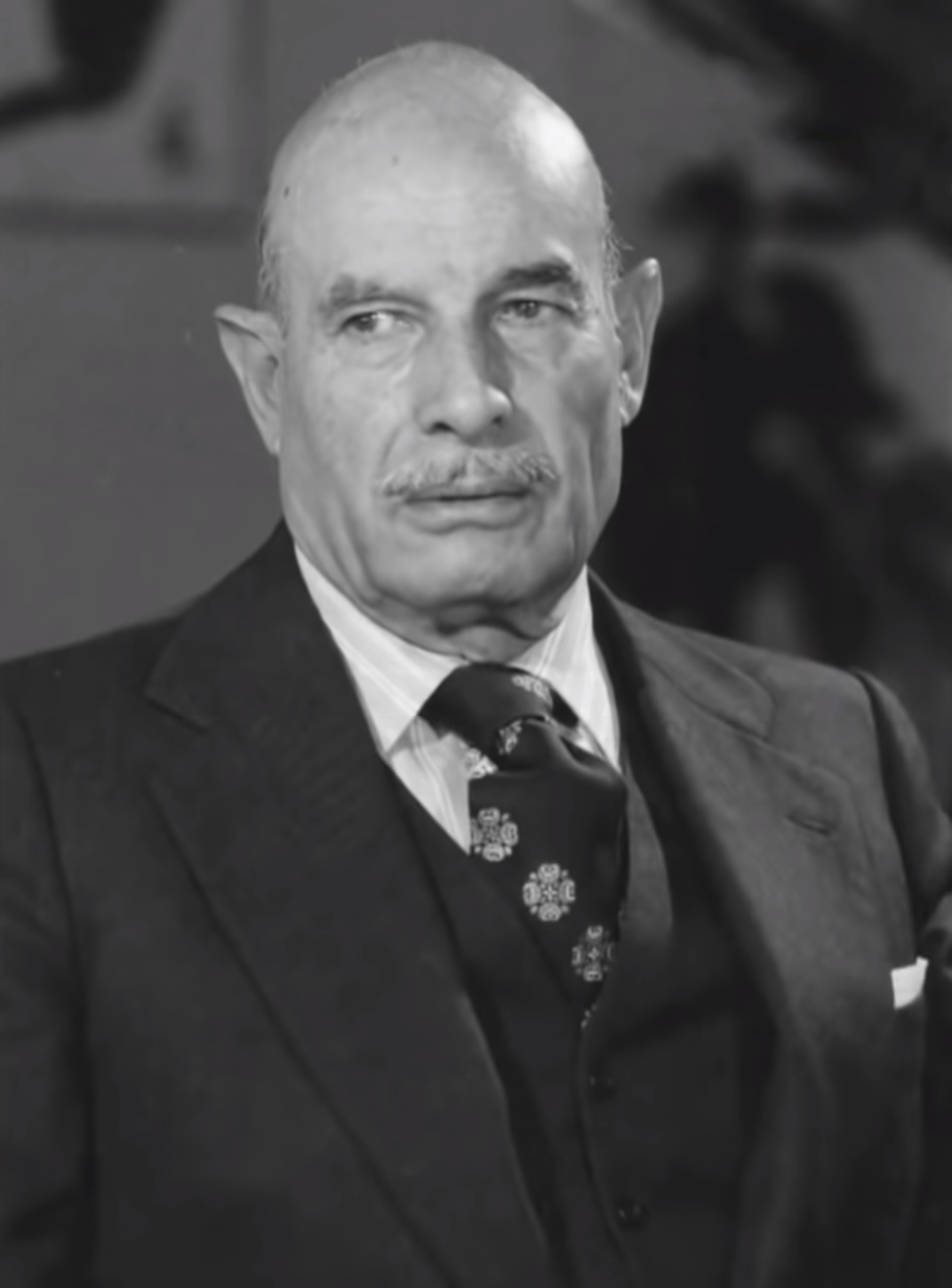
Wálter Guevara Arze 1979
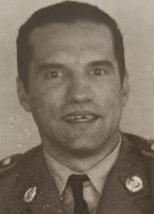
Alberto Natusch Busch 1979
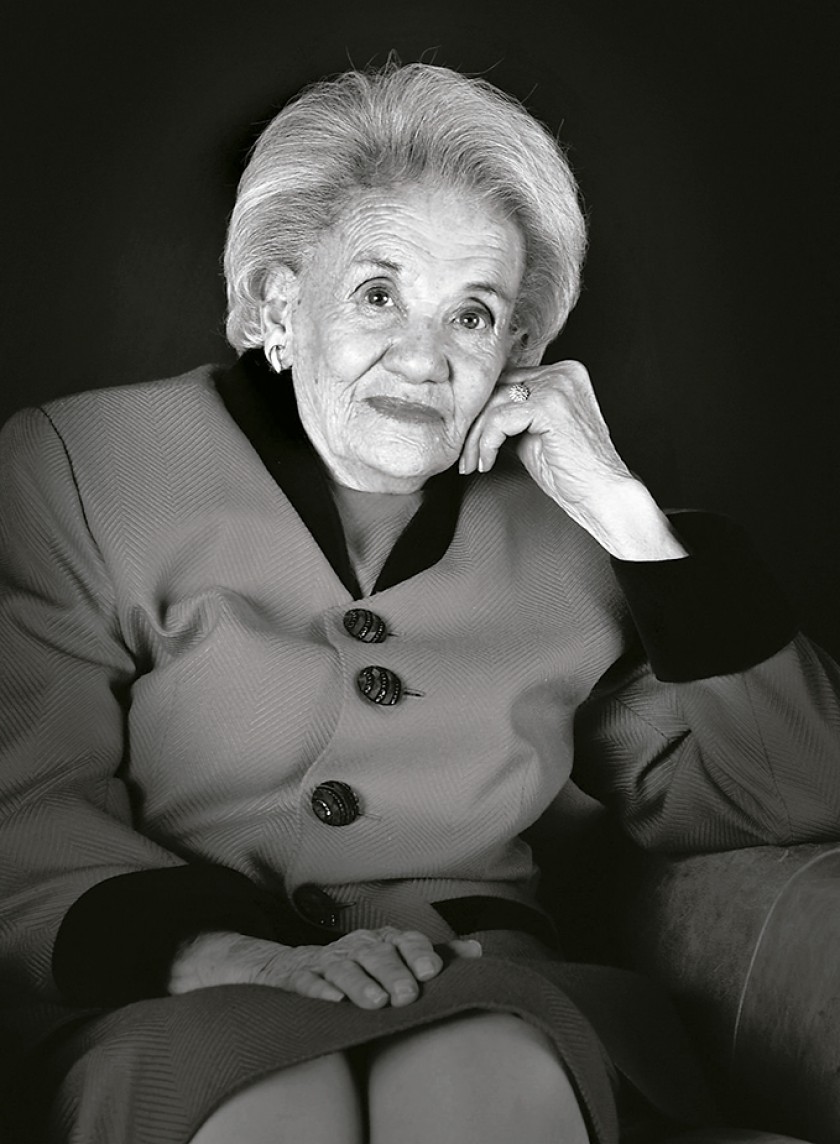
Lidia Gueiler Tejada 1979-1980
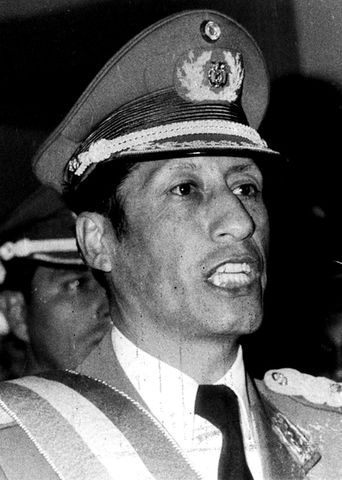
Guido Vildoso Calderón 1982
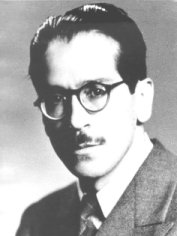
Hernán Siles Zuazo 1982-1985
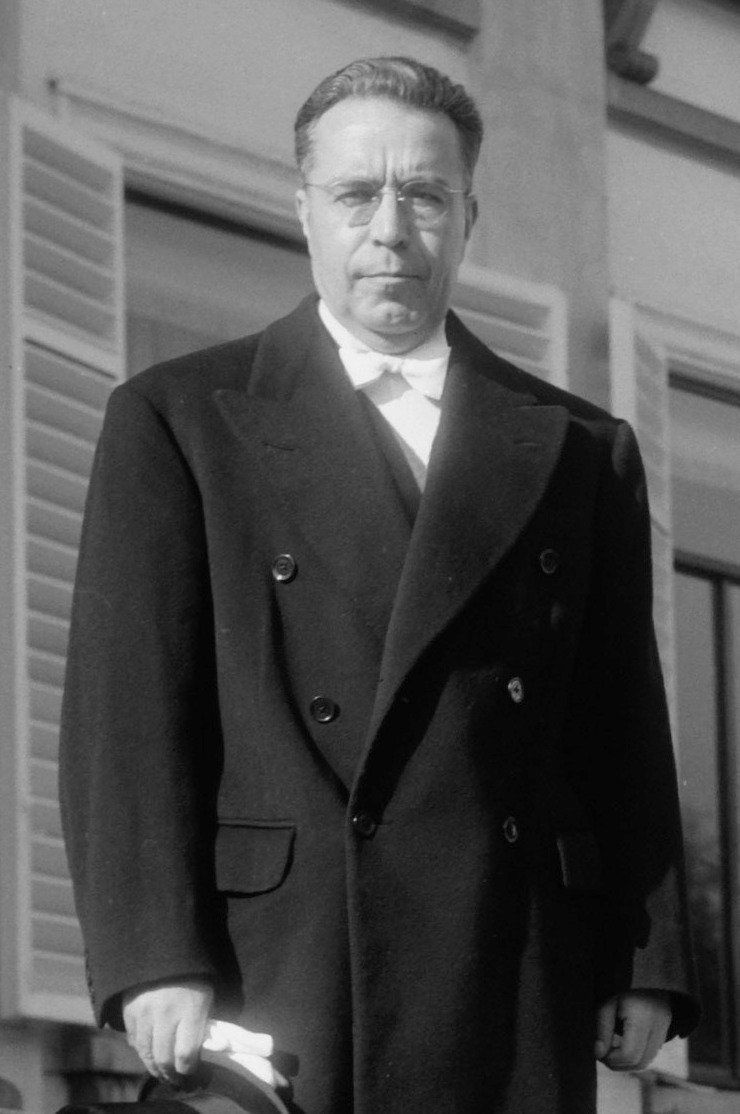
Víctor Paz Estenssoro 1985-1989
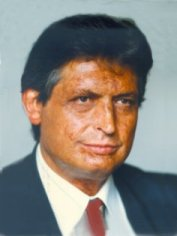
Jaime Paz Zamora 1989-1993
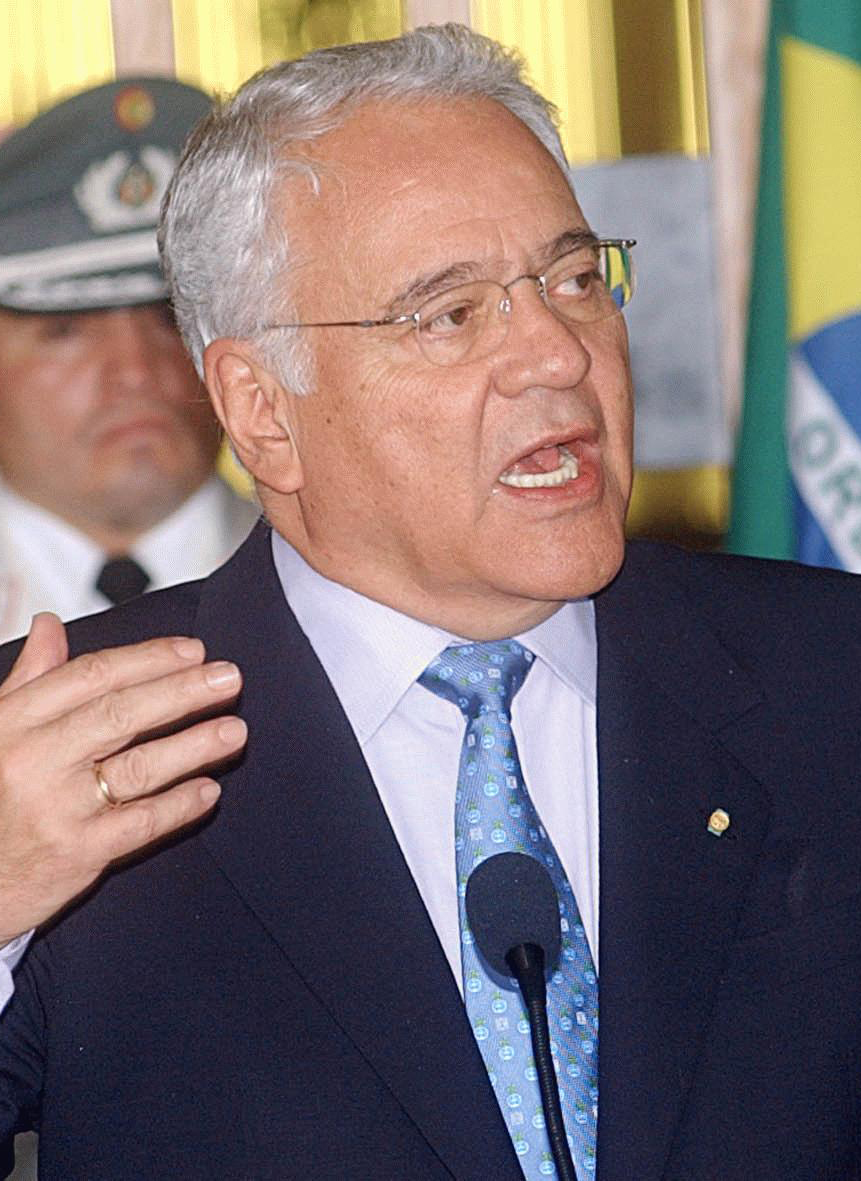
Gonzalo Sánchez de Lozada 1993-1997

### Élection et présidence d'Evo Morales (2006-2019)
Eduardo Rodríguez convoque alors des élections pour le 4 décembre 2005 mais elles seront reportées à la date du 18 décembre 2005. Ces élections opposent principalement Evo Morales (1959-) à Jorge Quiroga Ramírez (1960-).
Avant même le dépouillement des votes, les sondages indiquent Evo Morales vainqueur, ce que la suite confirme : il remporte en effet les élections avec plus de 54 % des voix alors que Jorge Quiroga Ramírez arrive en deuxième position avec 29 % des voix. Le 22 janvier 2006, en présence notamment de onze chefs d'État de la région et d'Europe, il prête serment devant le Congrès. Il devient ainsi le premier président d'origine aymara en Bolivie.
Le 1er mai 2006, Evo Morales annonce par le décret 28701, la troisième nationalisation des hydrocarbures. Cette action, bien qu'annoncée dans le programme électoral fut une surprise. Elle est accompagnée d'une occupation des champs pétrolifères, spécialement dans le Sud du pays, dans le département de Tarija. Cette annonce provoque des réactions plutôt hostiles de la communauté internationale, notamment du Brésil, principal importateur du gaz bolivien ; pays qui possède une des trois principales compagnies concernées par la nationalisation : Petrobras (Total société française et Repsol société espagnole étant les deux autres).
Un référendum doit avoir lieu le 2 juin 2006 pour offrir une plus grande autonomie aux départements de Bolivie. La décentralisation était une des revendications essentielles des protestations de 2005.
En 2008 éclatent des troubles causés par des revendications d'autonomie. Le 4 mai 2008, des référendums sur l'autonomie sont organisés dans quatre départements de l'Est, pour demander l'autonomie par rapport au gouvernement central. Le taux de participation est en dessous de 70 %. Les quatre référendums, qu'Evo Morales juge illégaux, sont adoptés.

### Galerie présidentielle 2000-2024

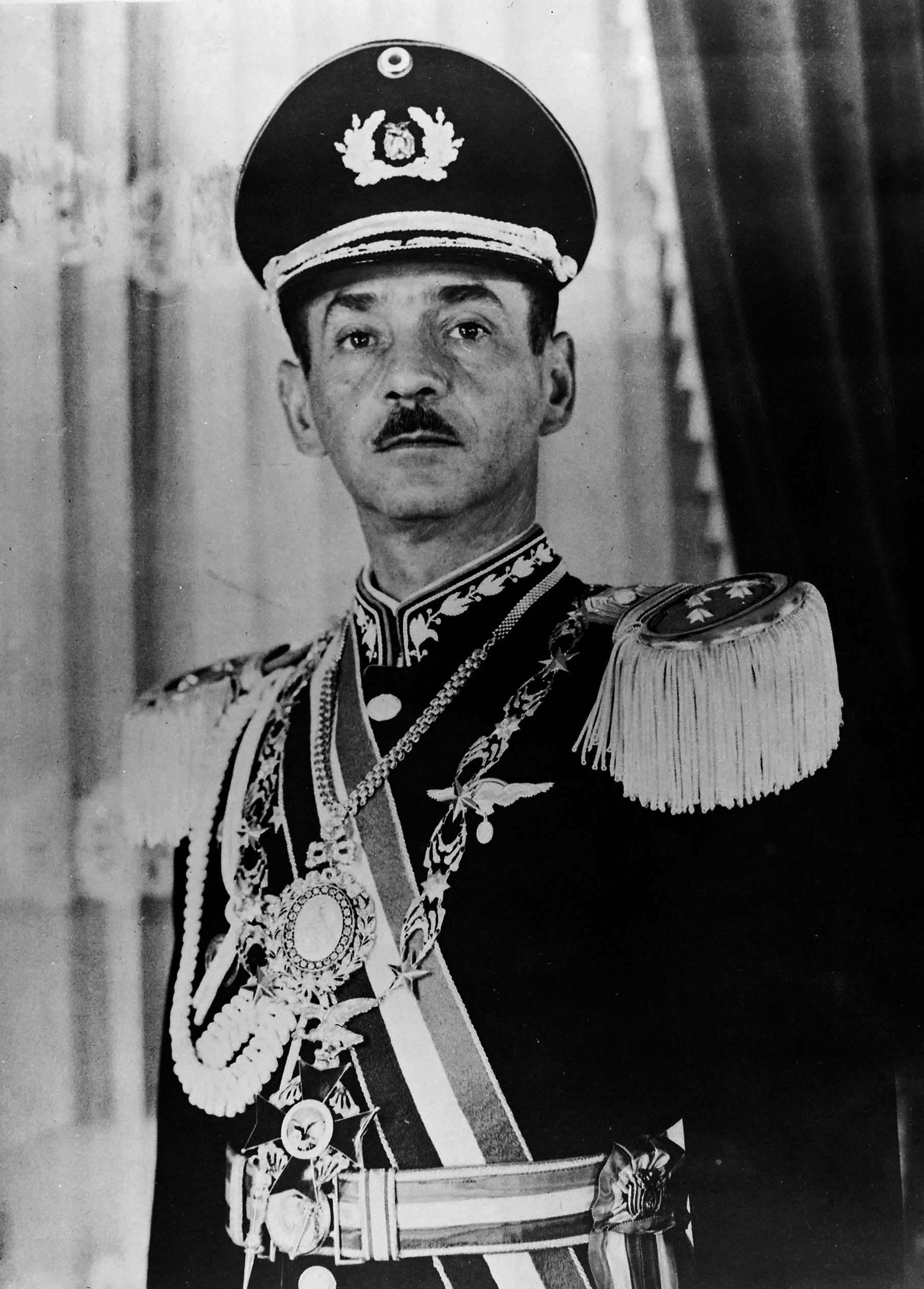
Hugo Banzer Suárez 1997-2001
Jorge Quiroga Ramírez 2001-2002
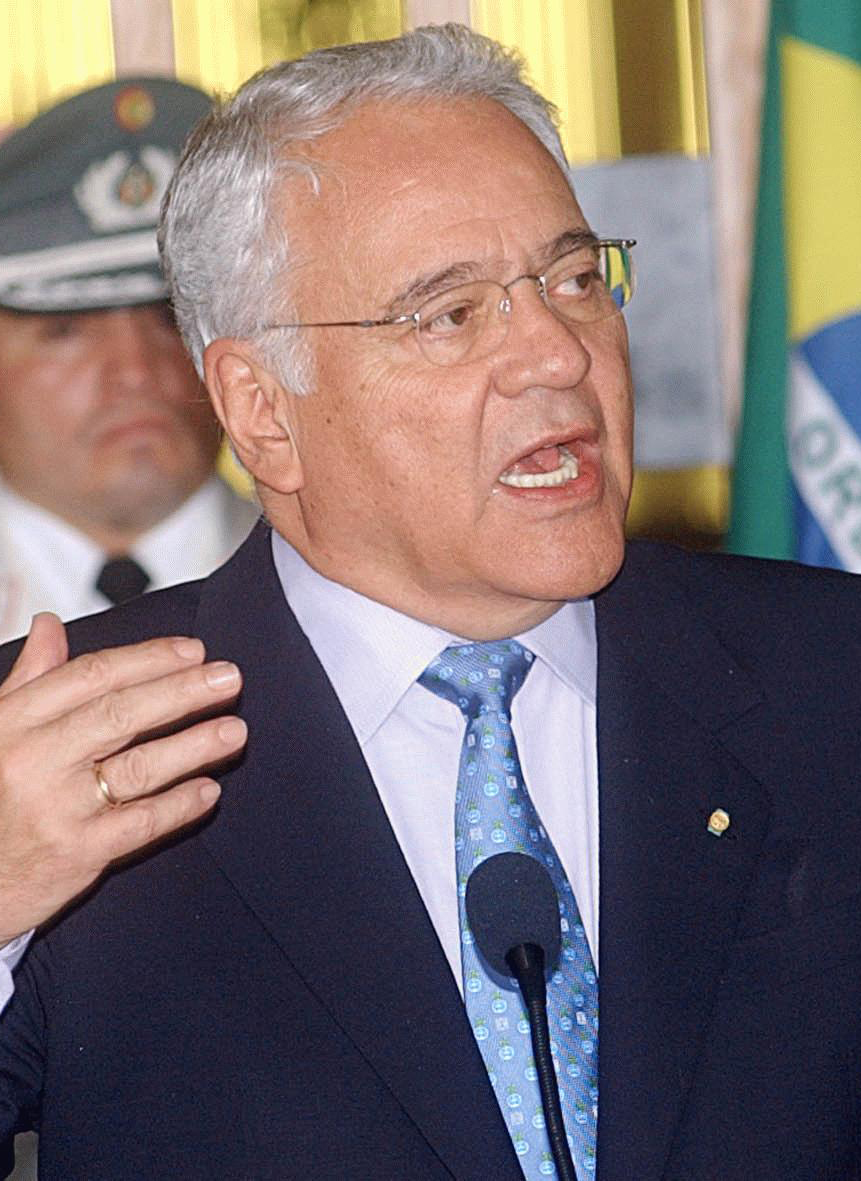
Gonzalo Sánchez de Lozada 2002-2003
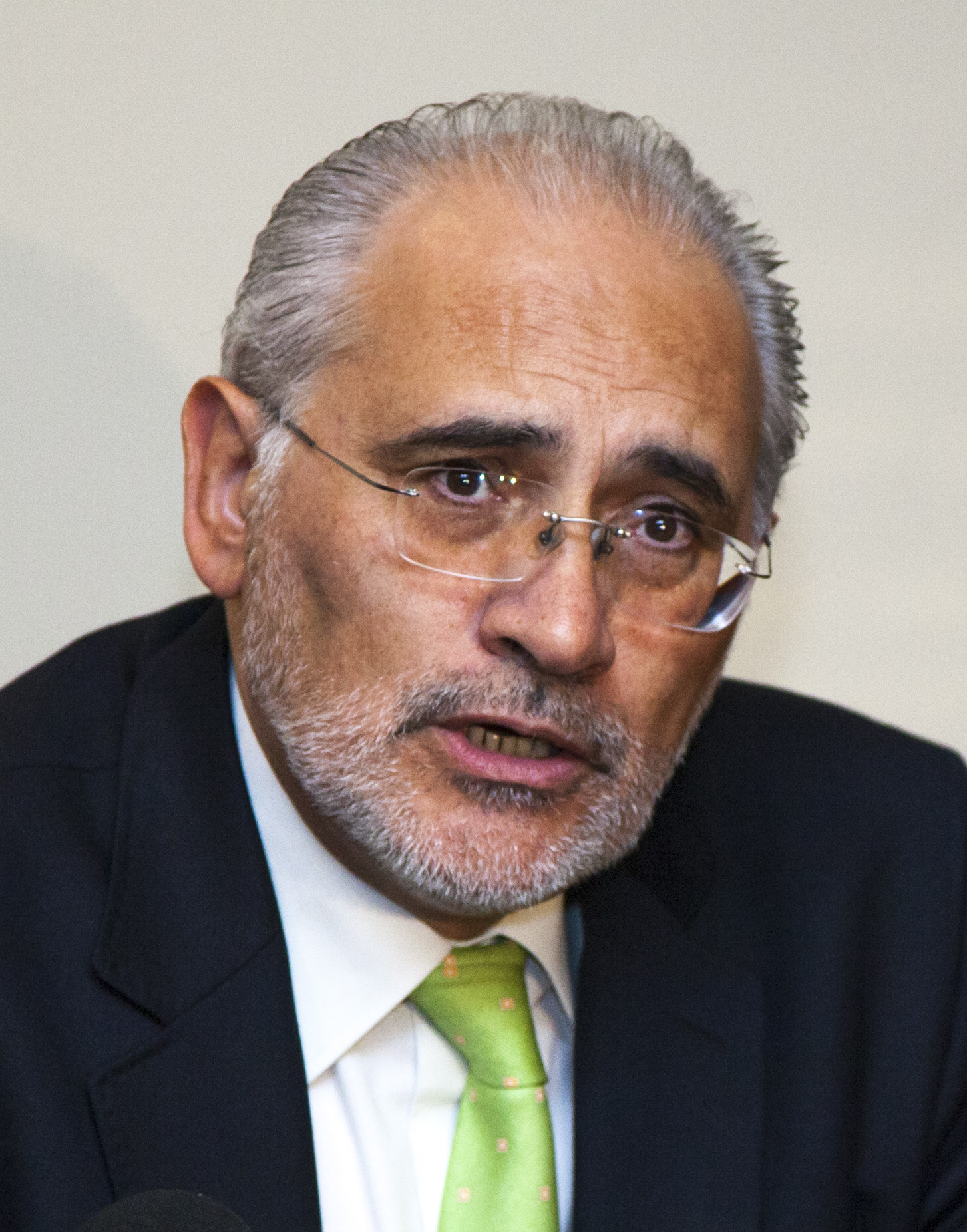
Carlos Mesa 2003-2005
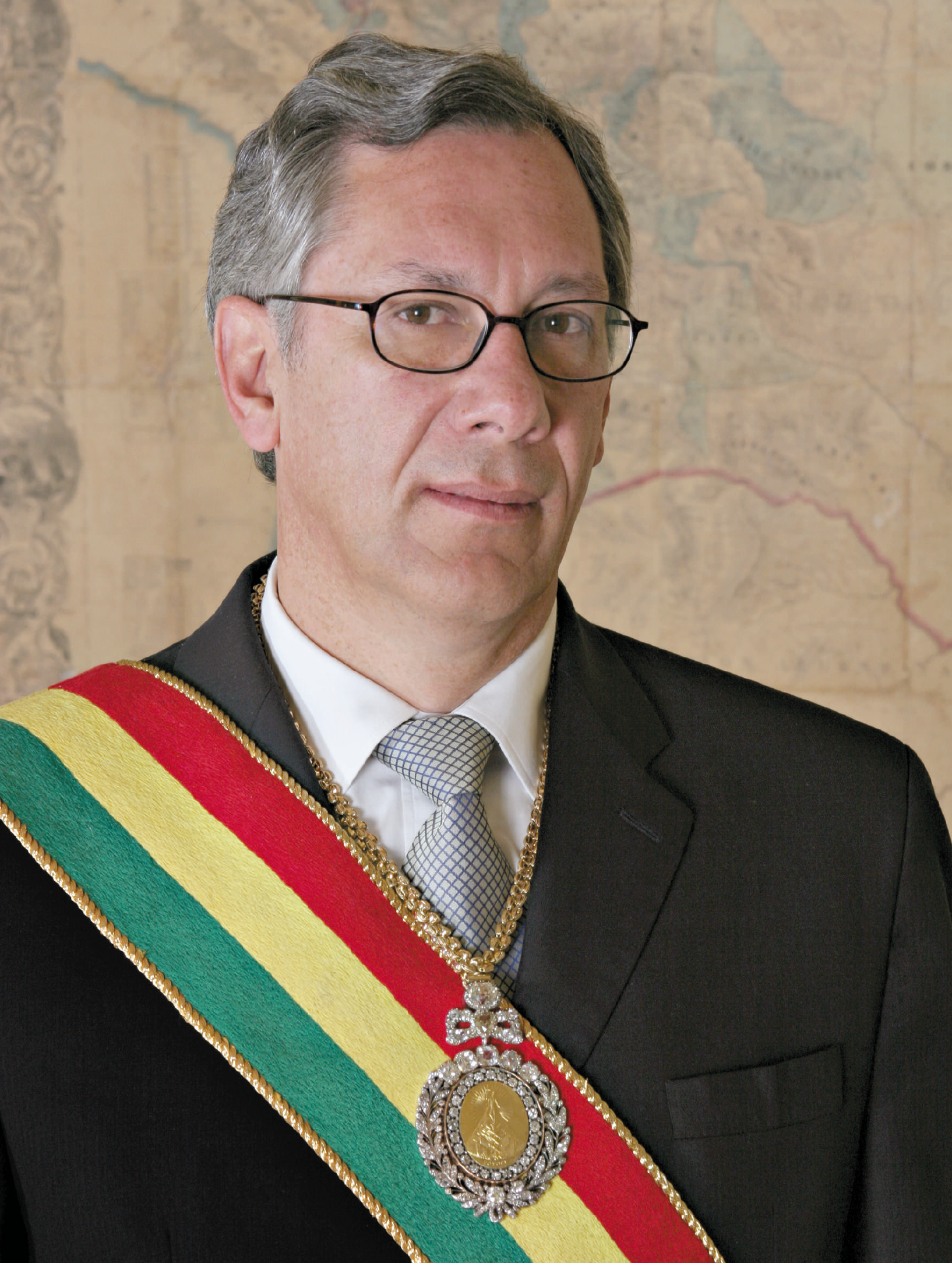
Eduardo Rodríguez 2005-2006
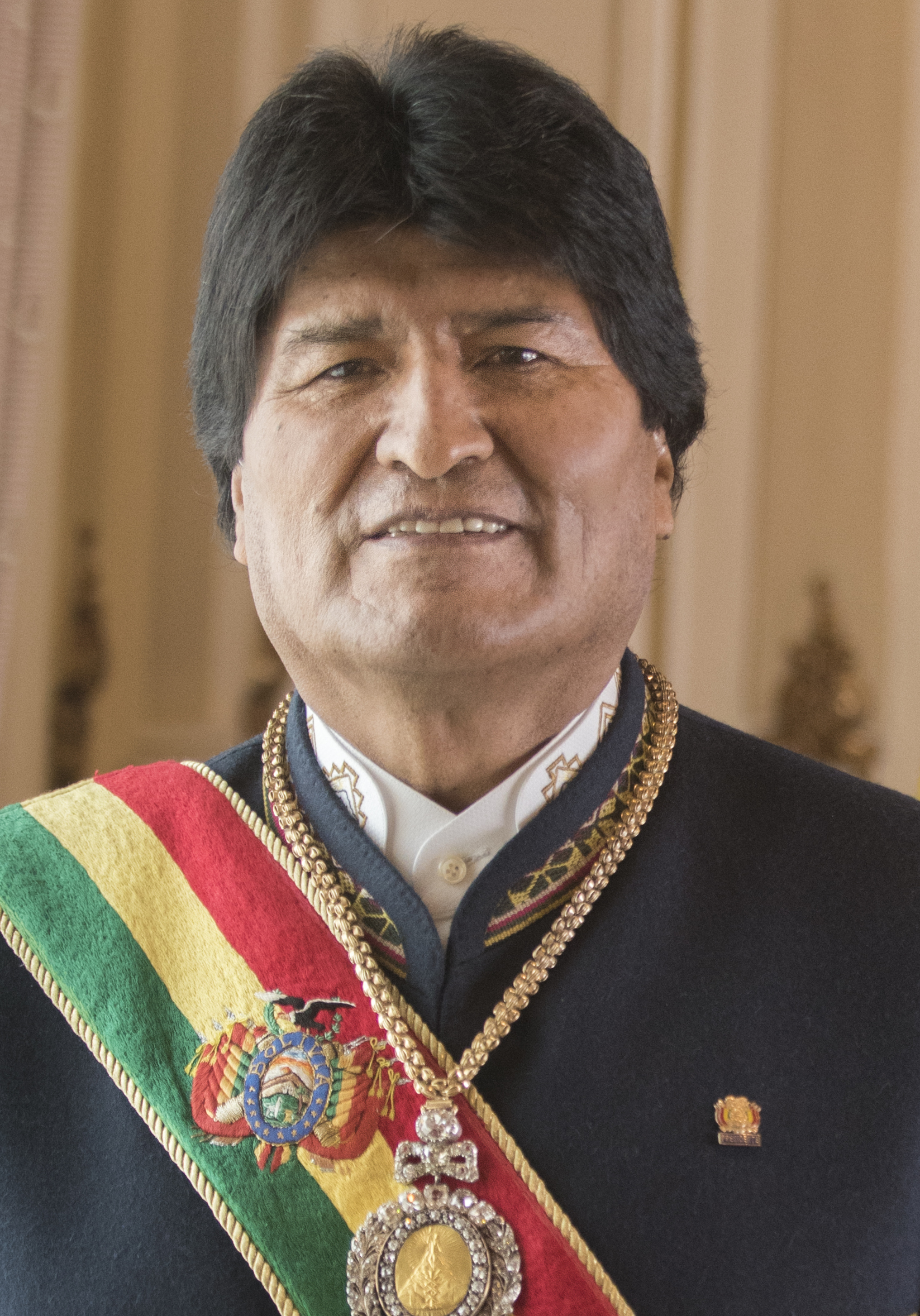
Evo Morales 2006-2019
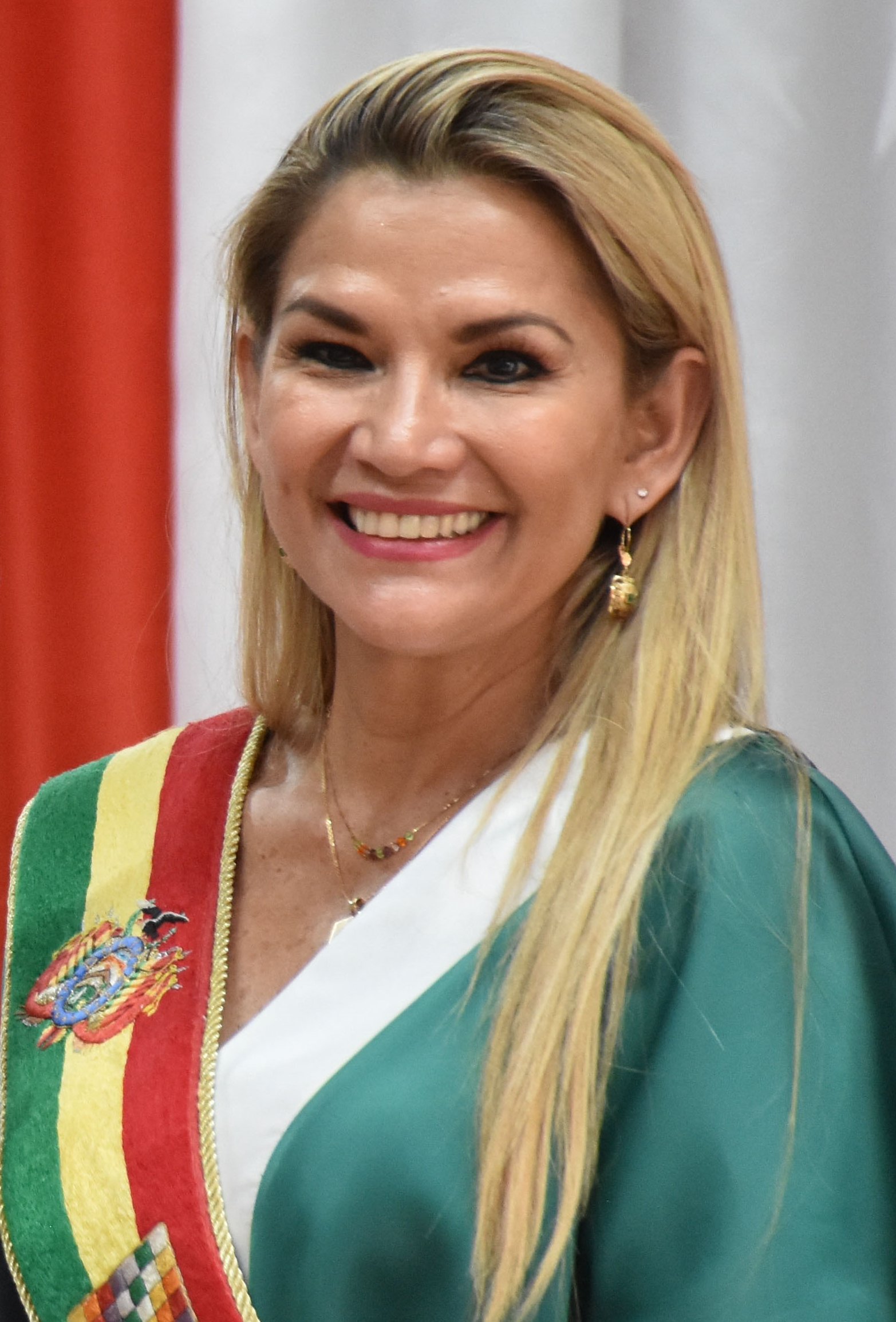
Jeanine Áñez 2019-2020
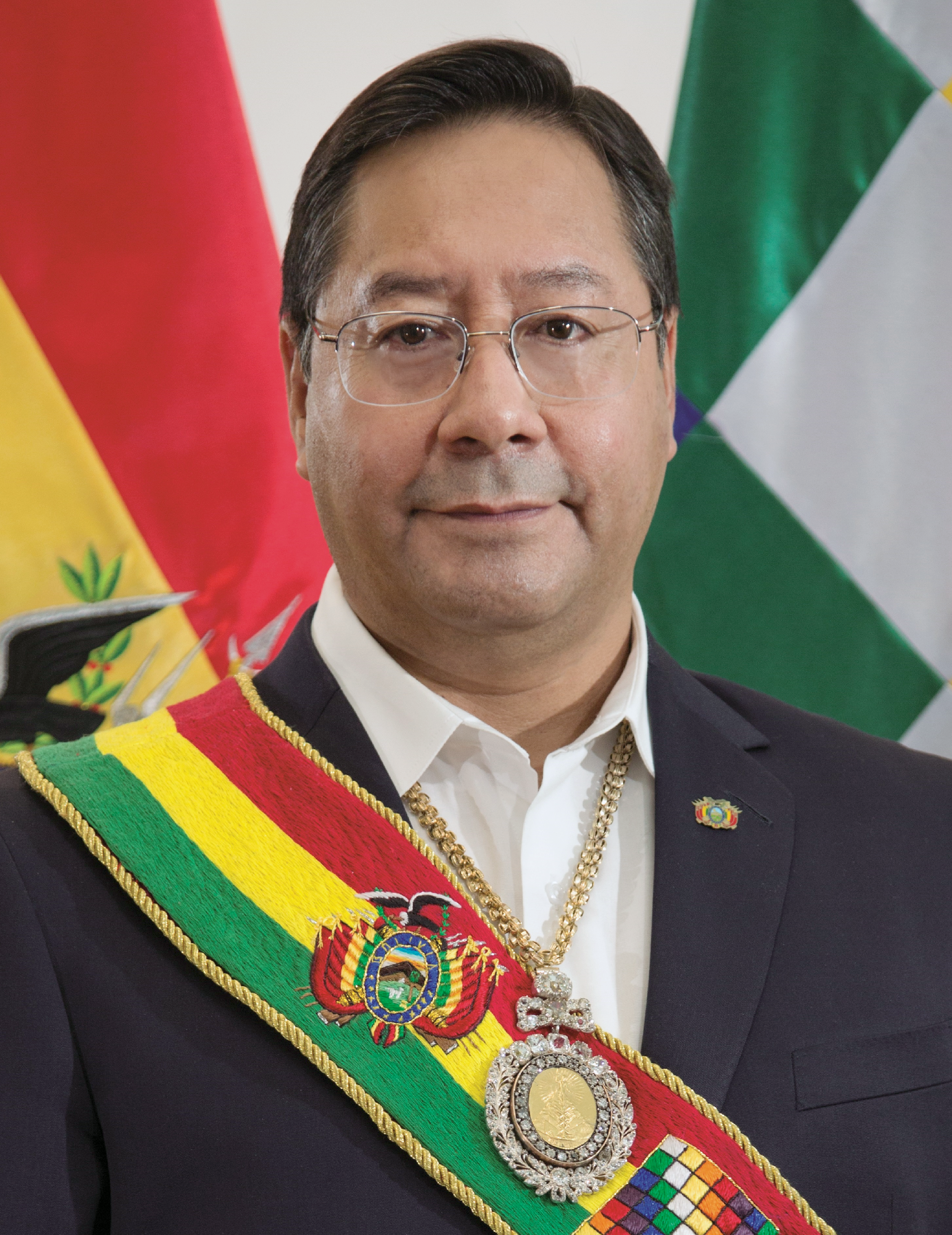
Luis Arce 2020-

### Galerie vice-présidentielle 2000-2024

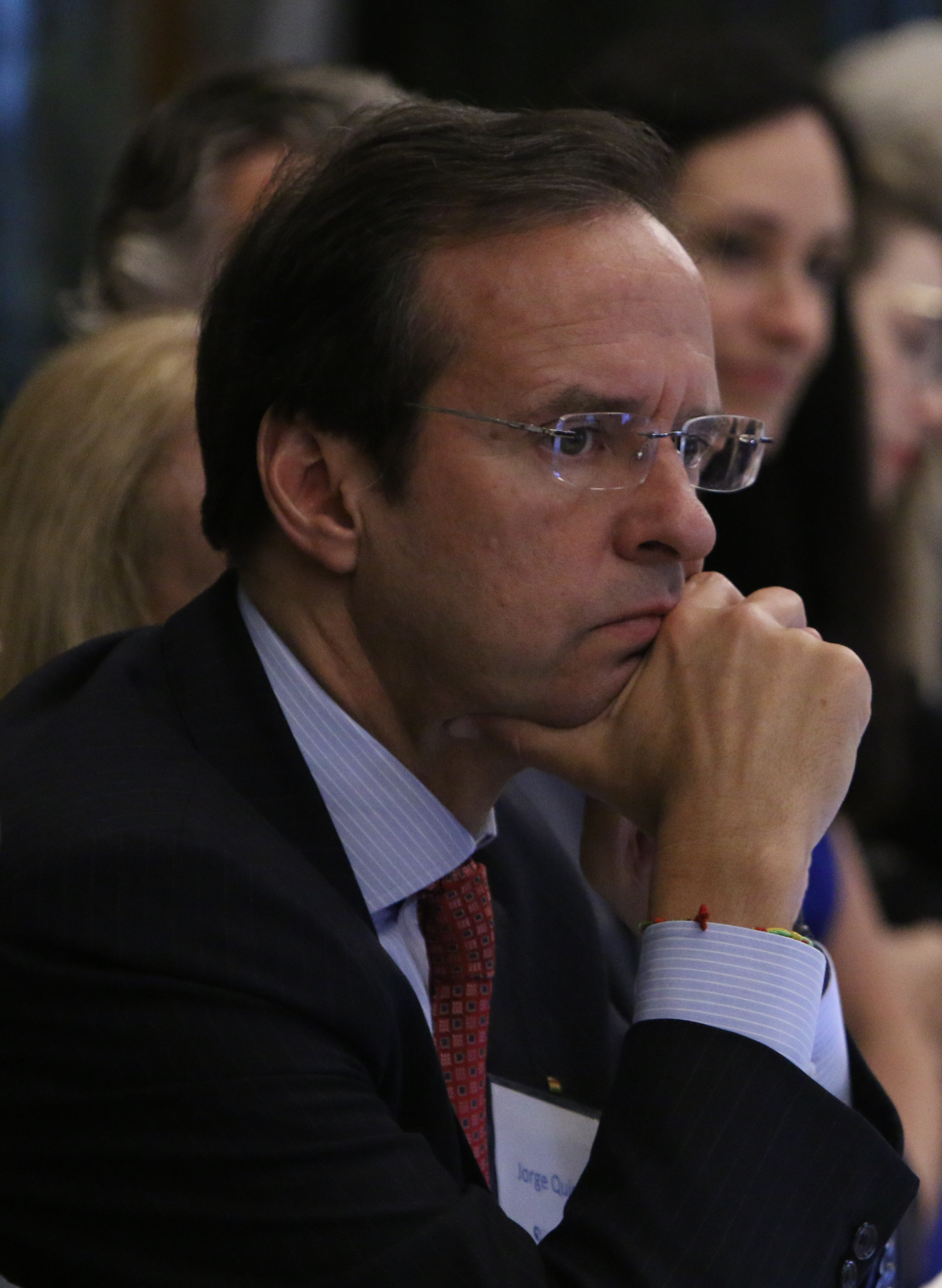
Jorge Quiroga Ramírez 1997-2001
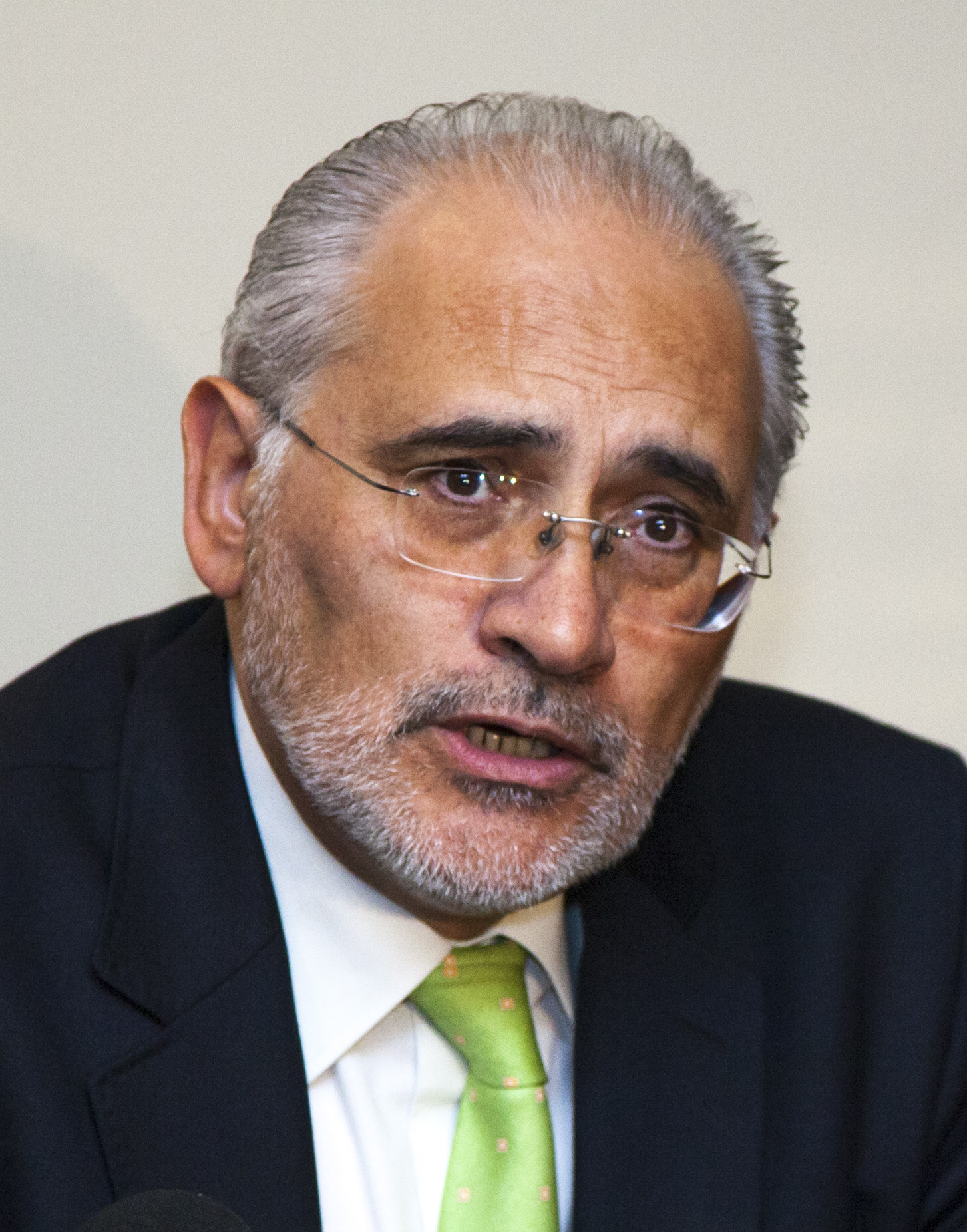
Carlos Mesa 2002-2003
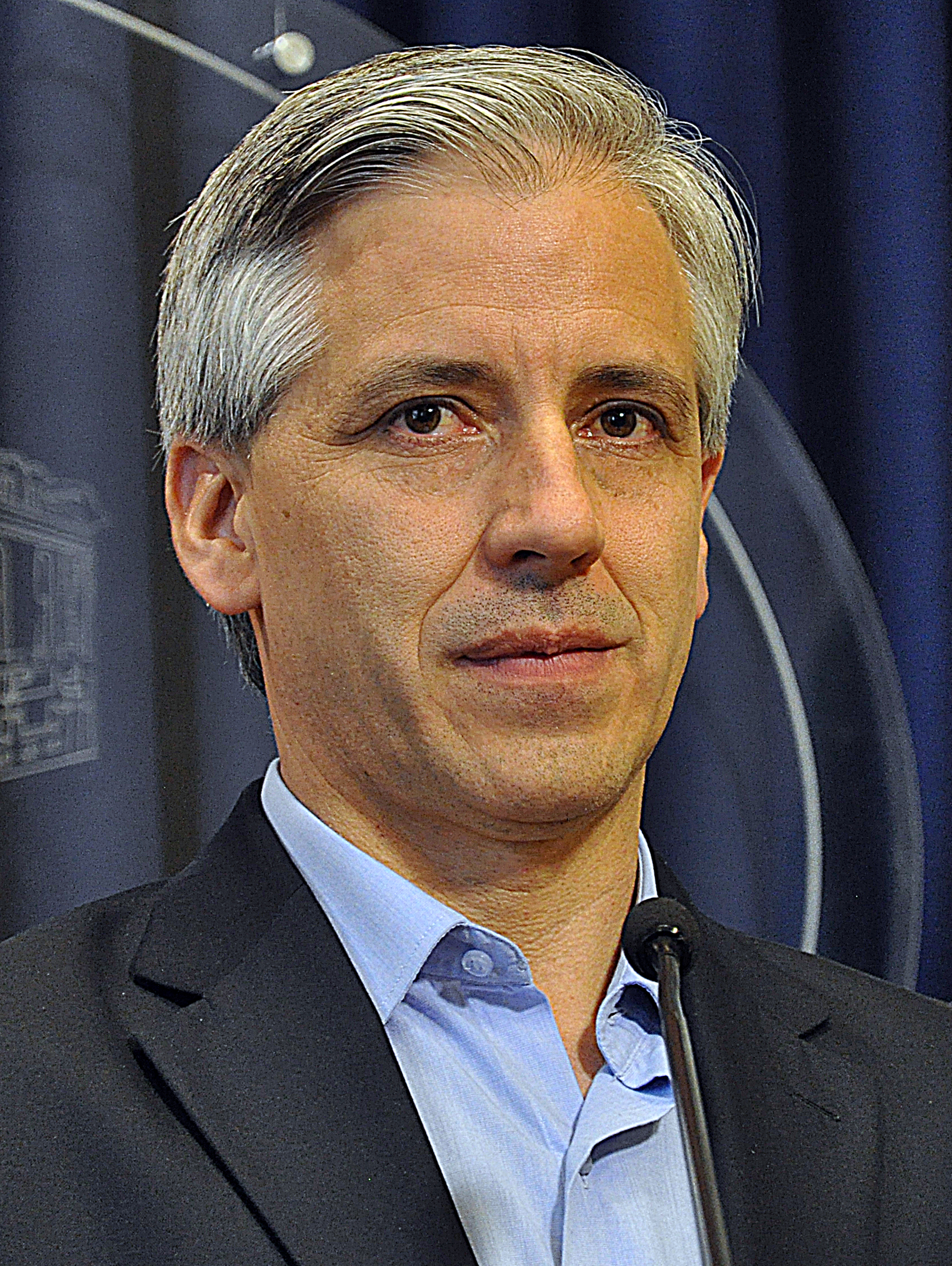
Álvaro García Linera 2006-2019
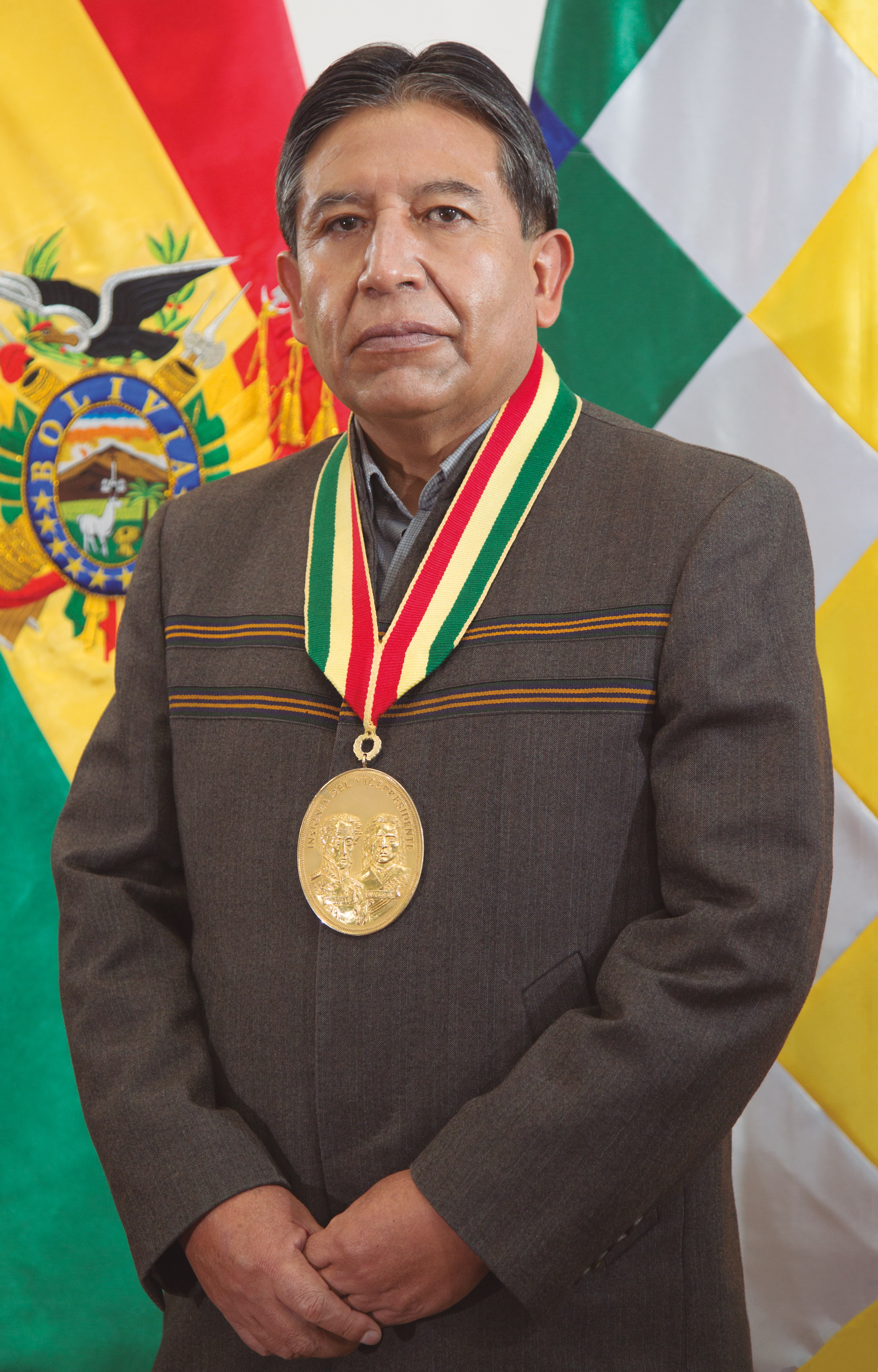
David Choquehuanca 2020-présent